# 11e régiment d’infanterie
Das 11e régiment d’infanterie war ein Infanterieregiment der französischen Armee. Vor der Einführung der Nummerierung der Regimenter am 1. Januar 1791 führte es in der königlich französischen Armee zuletzt den Namen Régiment de La Marine.

## Aufstellung und signifikante Änderungen
- 26. September 1635: Aufstellung des Régiment Cardinal-Duc durch den Kardinal de Richelieu aus den „Compagnies ordinaires de la mer“ von 1622 (oder 1621). Die Aufstellung geschah allein aus dem Grunde, dass Richelieu sein Ansehen aufwerten wollte, er war bisher von der Krone nicht zum Inhaber eines Regiments bestellt worden. Der Einfluss von Richelieu reichte aus, um dem Regiment den Status der „Großen Alten“ Regimenter (les grands vieux) in der Gruppe der Les Vieux Corps (also das Nonplusultra der französischen Armee) zu verschaffen. Weiterhin führte es von Anfang an die weiße Leibfahne, was zu Neid und Missgunst unter den anderen hochrangigen Regimentsinhabern führte, deren Regimenter teilweise um einiges älter waren als das des Kardinals. Das ging so weit, dass der Prince de Condé im Jahre 1649 (also noch sieben Jahre nach dem Tod des Kardinals) bei seiner Armee in Flandern das ihm zugeteilte „Régiment de La Marine“ nicht berücksichtigte und es lieber in der Garnison zur Untätigkeit verdammte, anstatt es einzusetzen. Erst ein Dekret des Königs konnte die Zwistigkeiten beenden.

Am Ende des Jahres 1636 änderte Richelieu in seiner Eigenschaft als „Grand maître et surintendant général de la navigation“ (Großmeister und Generalintendant der Schifffahrt) die Bezeichnung seines Infanterieregiments und gab ihm den Namen „Régiment de La Marine“, den es bis 1791 behalten sollte. Wahrscheinlich war es für den Einsatz als Marineinfanterie vorgesehen, so wie das Régiment Royal des Vaisseaux, das in der gleichen Zeit aufgestellt wurde. Die Umstände verhinderten jedoch eine solche Verwendung, und das Regiment wurde niemals in dieser Spezialfunktion eingesetzt.
Das Regiment bestand aus 18 Kompanien:
1. Compagnie colonelle (kam vom Régiment de Normandie) chevalier de Montécler (Schützling von Richelieu)
2. Compagnie de Sérignan-Valras
3. Compagnie de la Bartète
4. Compagnie de la Chapelle
5. Compagnie de Montécler (Verwandter des obigen)
6. Compagnie de Montigny
7. Compagnie de Dessaut
8. Compagnie de Villeron
9. Compagnie de Saint-Mégrin
10. Compagnie de la Fayette
11. Compagnie de Sentoires
12. Compagnie de Pione
13. Compagnie de Saint-Aignan
14. Compagnie de Taillefie
15. Compagnie de la Balme
16. Compagnie de Rispe
17. Compagnie de Beautru
18. Compagnie de Montafilan

- 1636: Umbenennung in Régiment de La Marine
- 25. März 1776: Das 2. und das 4. Bataillon wurden zur Aufstellung des Régiment d’Auxerrois abgegeben.
- 1. Januar 1791: Umbenennung in 11e régiment d’infanterie de ligne
- 22. Oktober 1793: Im Zuge der Heeresreform (Premier amalgame) wurde der Regimentsverband aufgelöst. Das 1. Bataillon wurde zur Aufstellung der „21e demi-brigade de bataille“, das 2. Bataillon zur Aufstellung der „22e demi-brigade de bataille“ verwendet.
- 1803: Die 11e demi-brigade d’infanterie  wurde in 11e régiment d’infanterie de ligne umbenannt.
- 1814: Während der Restauration und während der Herrschaft der Hundert Tage änderte sich nichts.
- 16. Juli 1815: Nach der endgültigen Absetzung von Napoleon Bonaparte wurde dessen Armee aufgelöst.
- 11. August 1815: Wiederaufstellung des Regiments unter der Bezeichnung Légion de la Côte d’Or
- 1820: Umbenennung in 11e régiment d’infanterie de ligne
- 1854: Umbenennung in 11e régiment d’infanterie
- 1914: Im Zuge der Mobilmachung stellte es sein Reserveregiment, das „211e régiment d’infanterie“, auf.
- 1923: Auflösung (die Tradition wurde vom 14e RI fortgeführt)
- 1939: Wiederaufstellung des 11e régiment d’infanterie
- 21. Juni 1940: Das Regiment geriet in deutsche Kriegsgefangenschaft und hörte auf zu bestehen.

## Ausrüstung

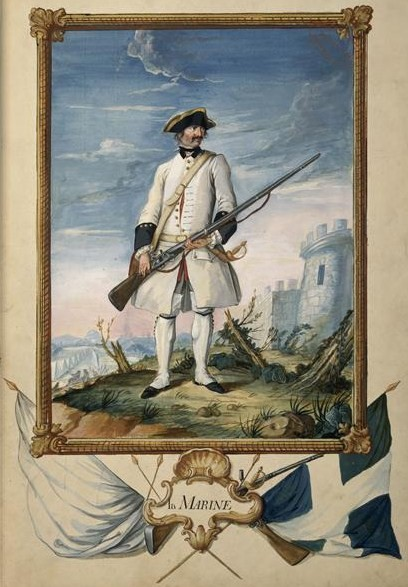
Soldat des Régiment de La Marine, 1757

### Fahnen der königlichen Armee
Das Regiment führte zwölf Fahnen, eine davon war die weiße Leibfahne (drapeau colonel).

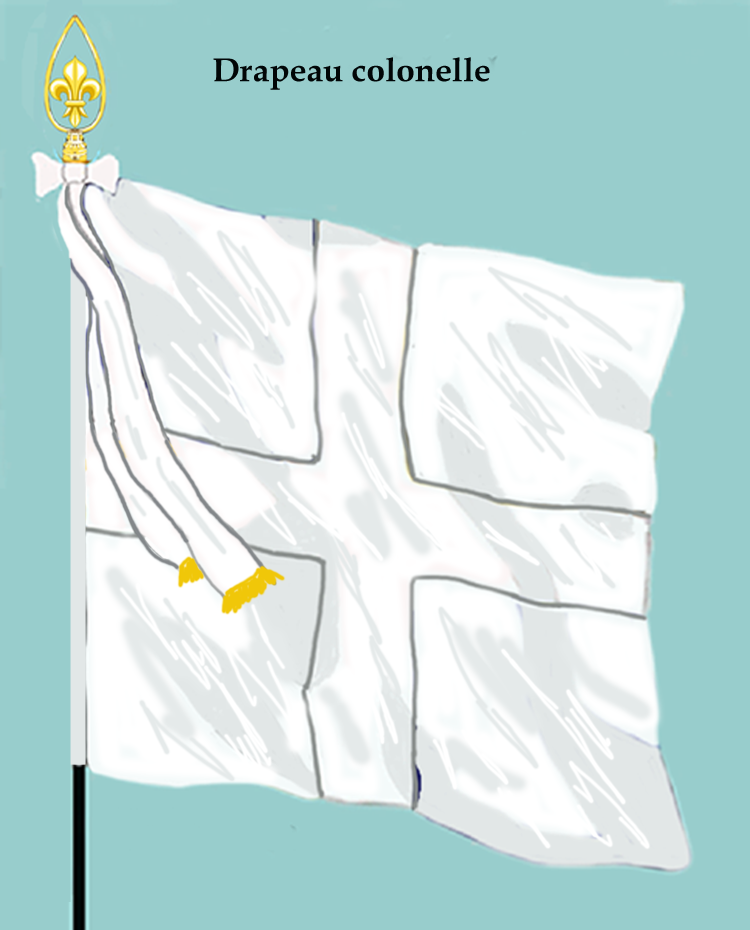
Leibfahne
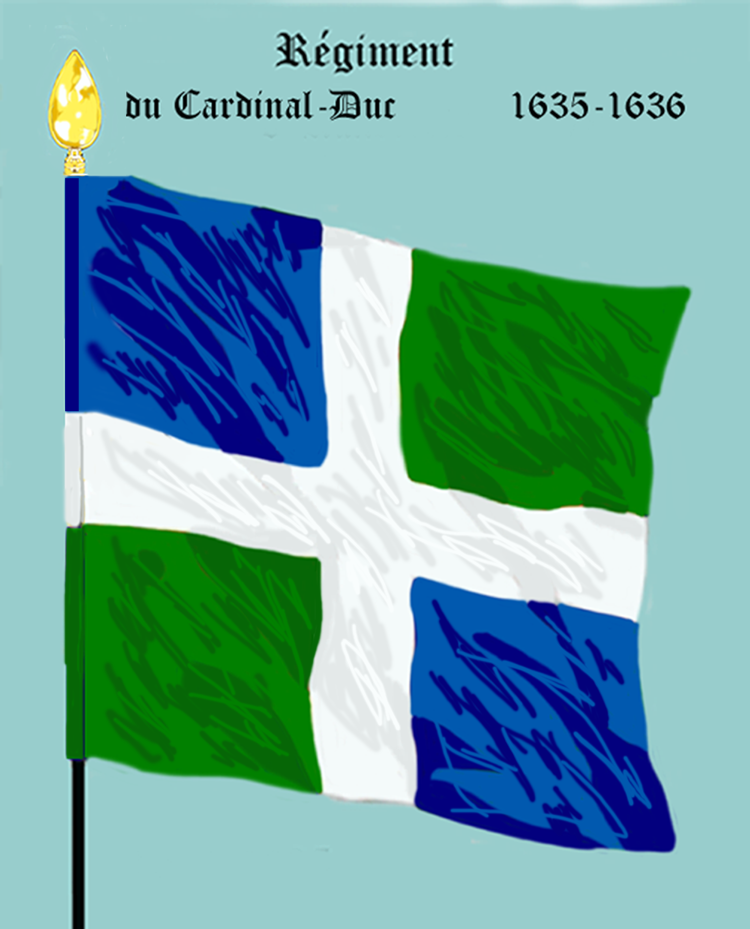
Régiment Cardinal-Duc 1635 bis 1636
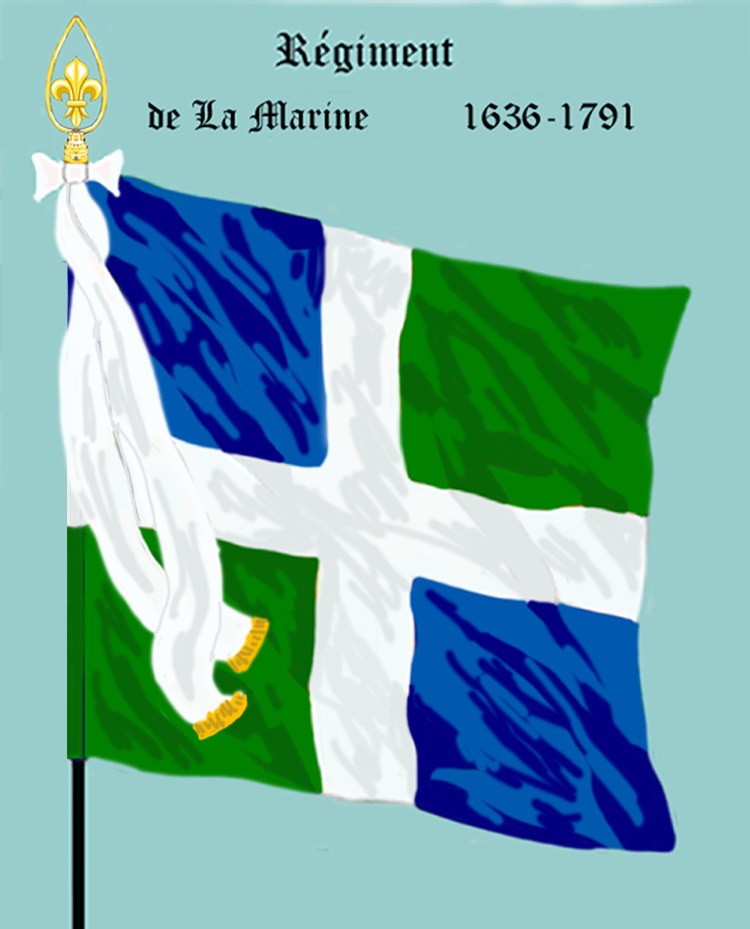
Régiment de La Marine von 1636 bis 1791
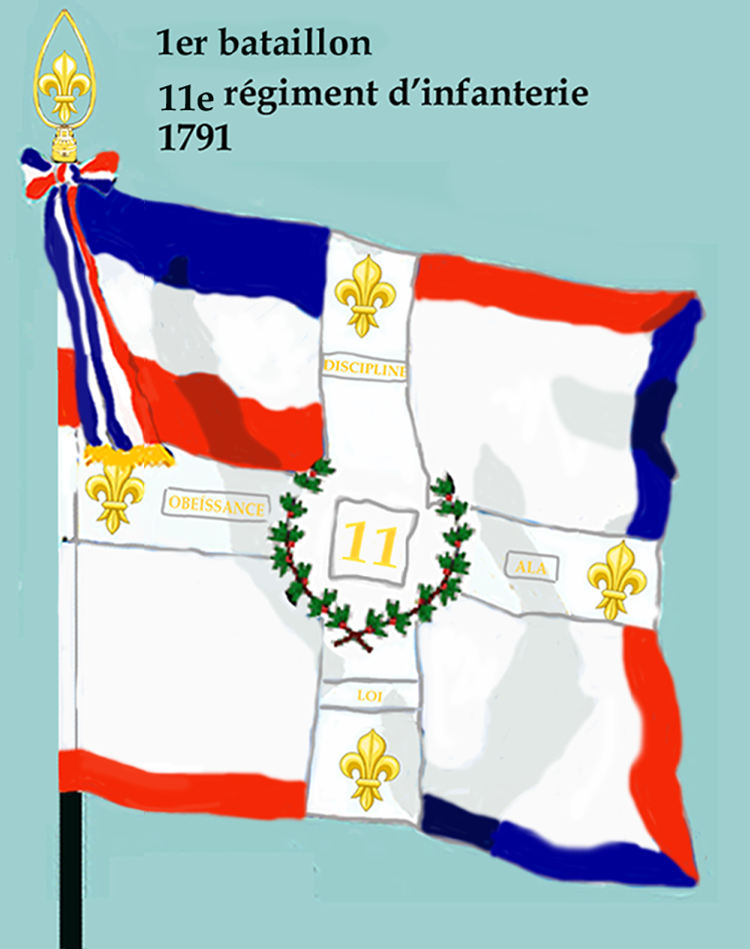
1. Bataillon 11e RI 1791 bis 1793
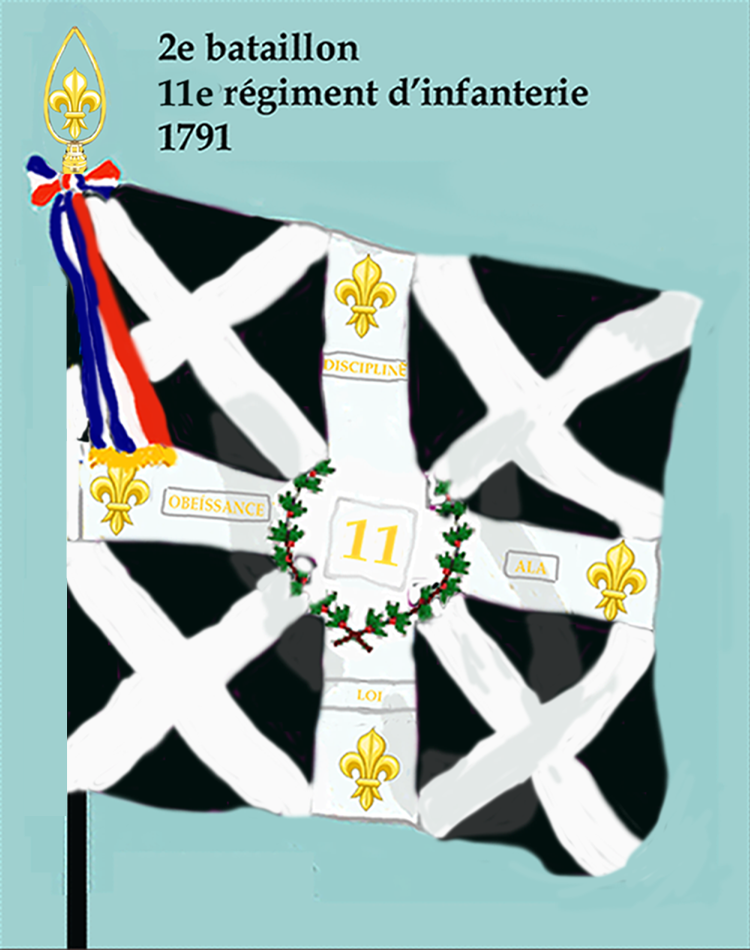
2. Bataillon 11e RI 1791 bis 1793

### Zuletzt geführte Regimentsfahne
Auf der Rückseite der Regimentsfahne sind (seit Napoleonischer Zeit) in goldenen Lettern die Feldzüge und Schlachten aufgeführt, an denen das Regiment ruhmvoll teilgenommen hat.

Modell 1880
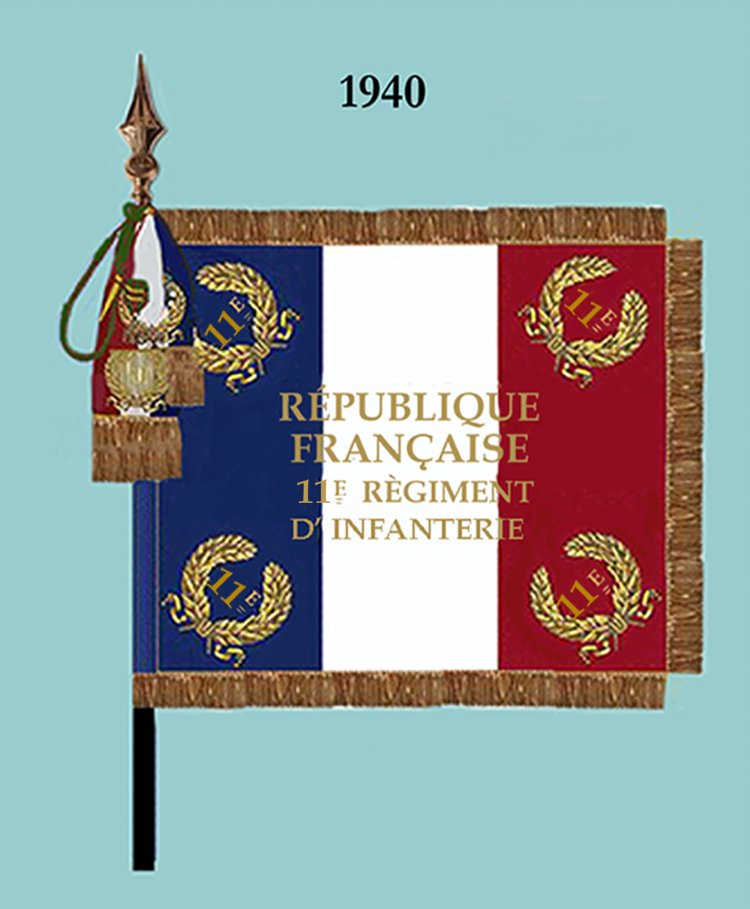
Modell 1880 Vorderseite
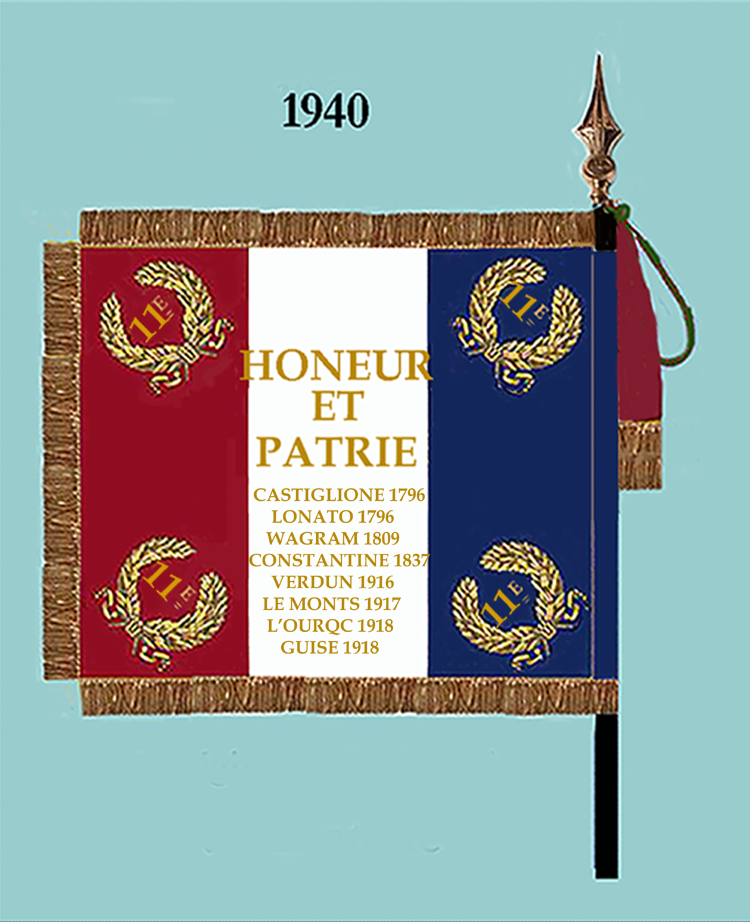
Modell 1880 Rückseite

### Uniformierung bis 1792

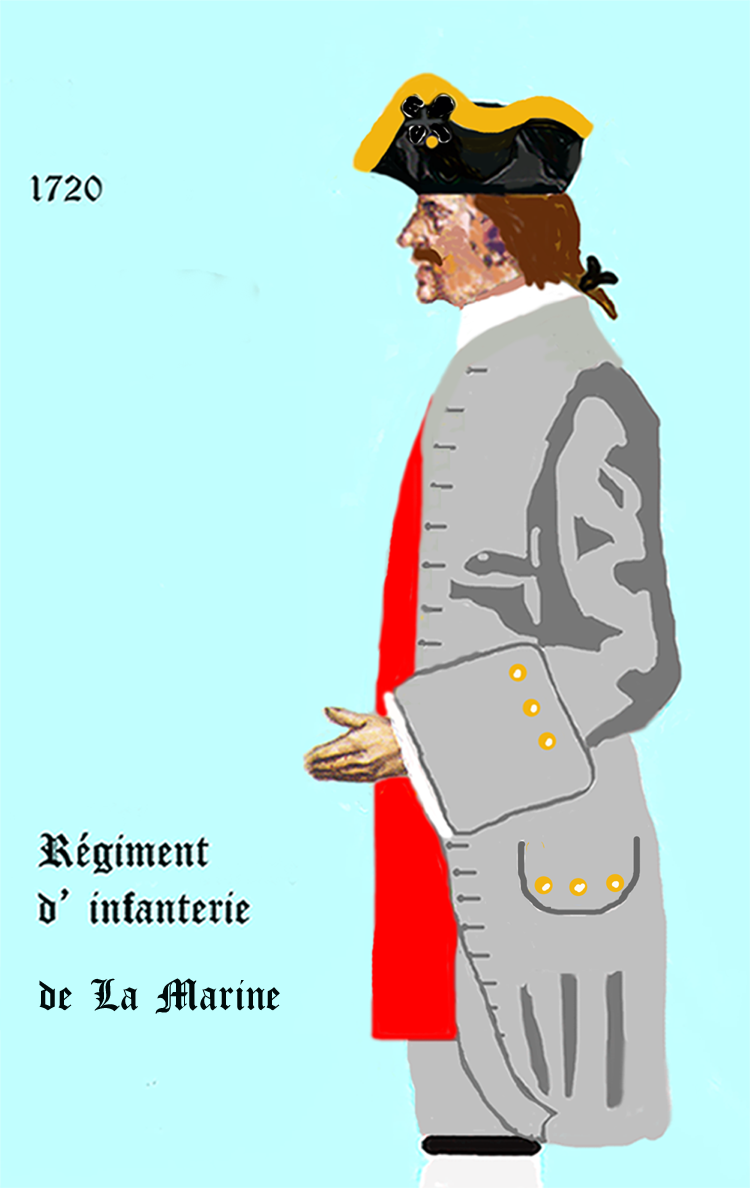
Régiment de La Marine 1720 bis 1734
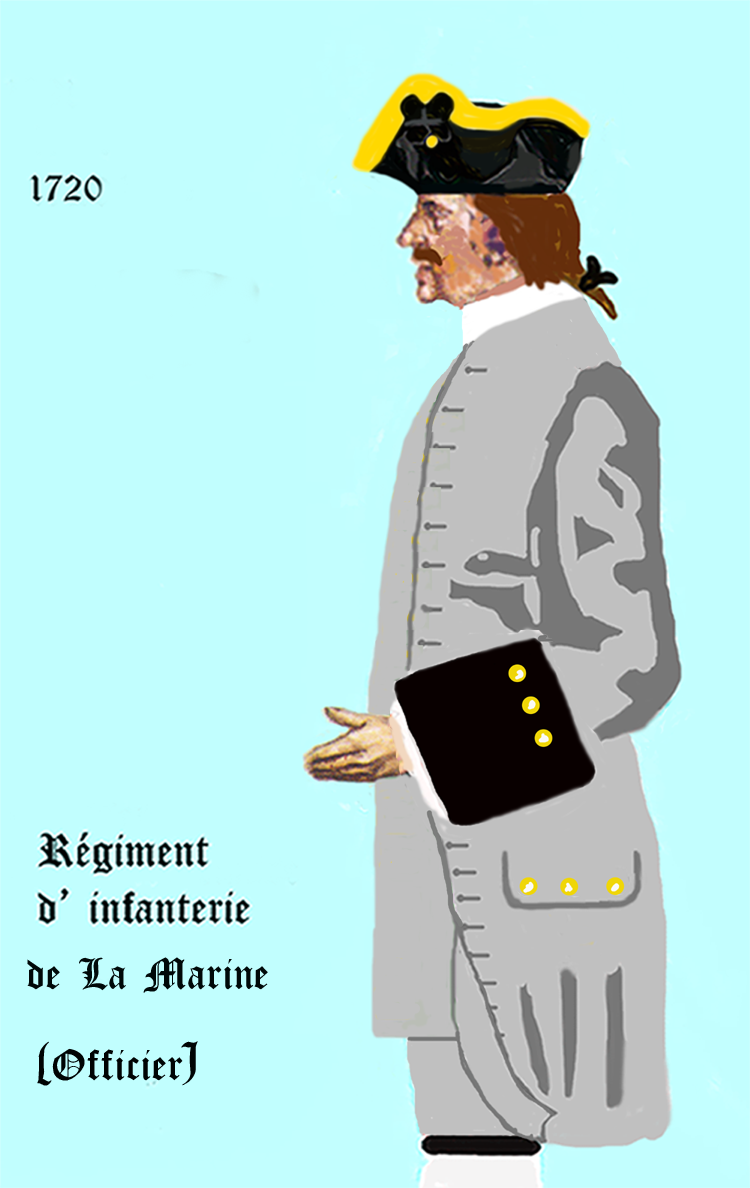
Offizier des Régiment de La Marine 1720 bis 1734
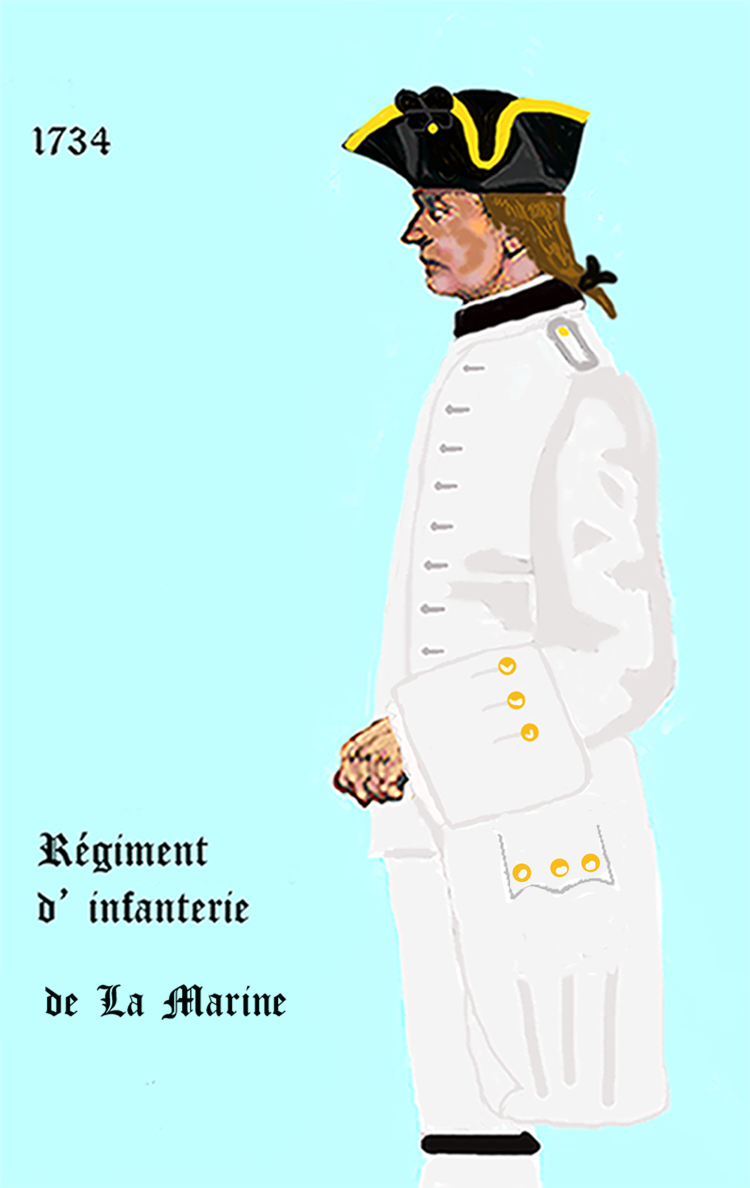
Régiment de La Marine 1734 bis 1757
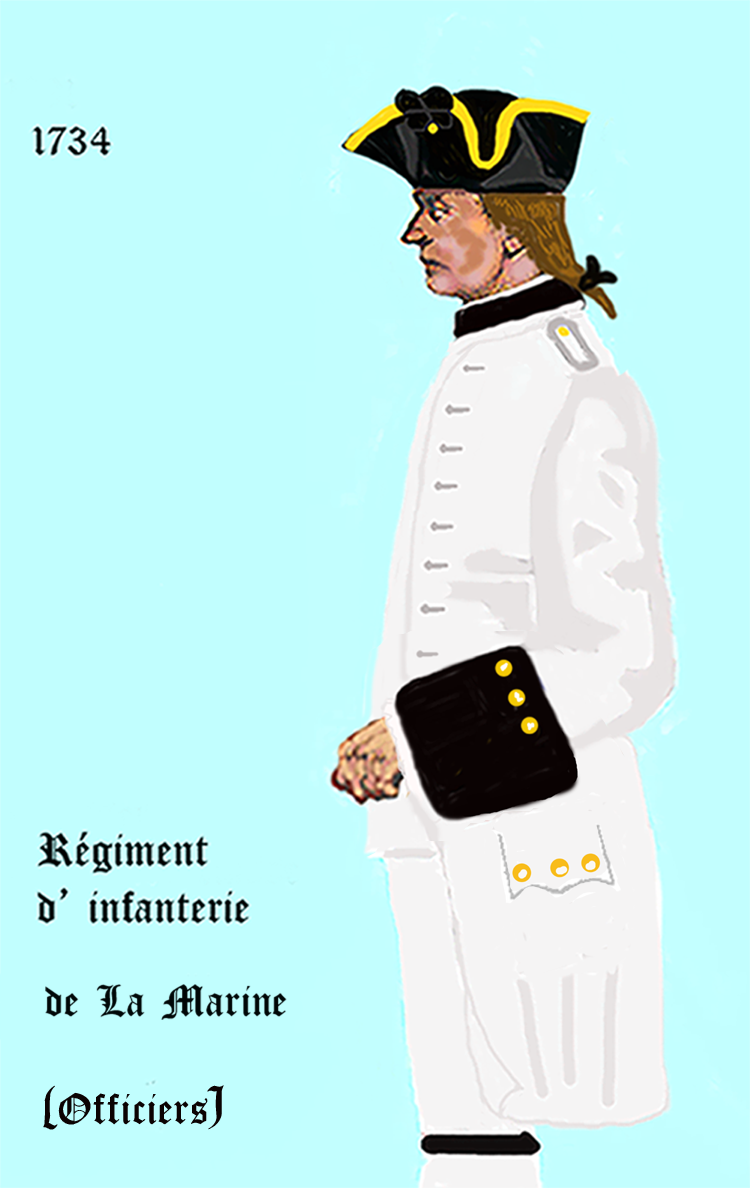
Offizier des Régiment de La Marine 1734 bis 1757
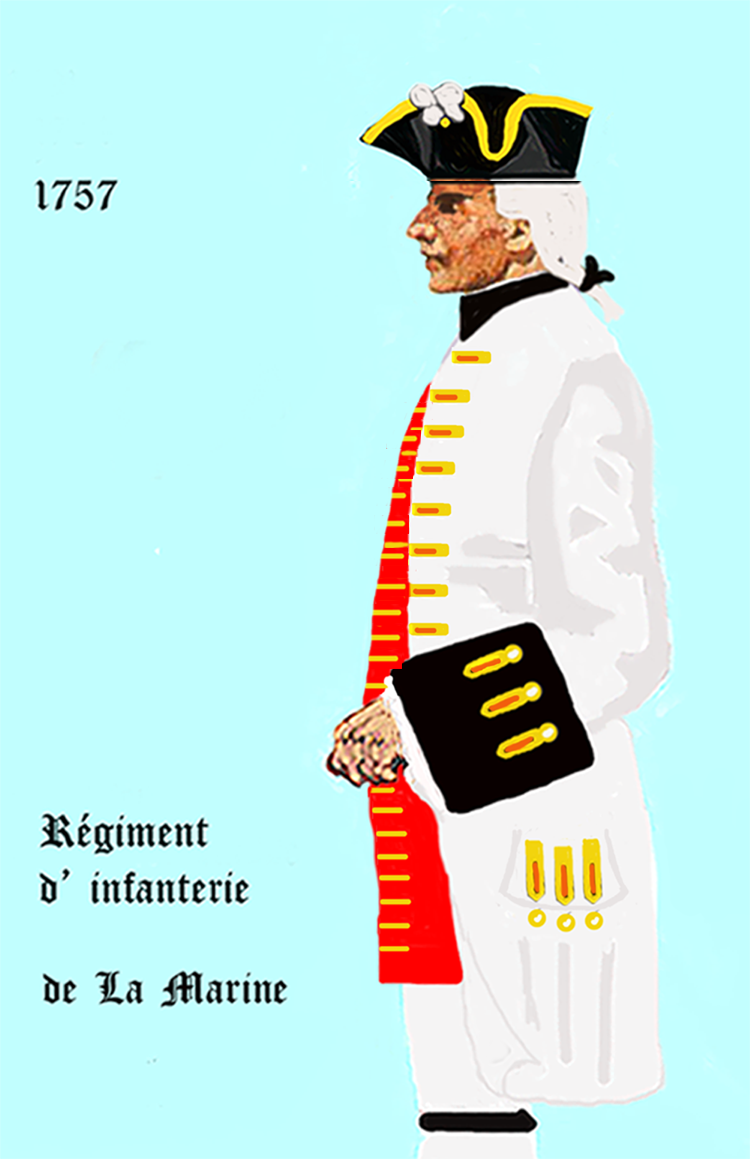
Régiment de La Marine 1757 bis 1762
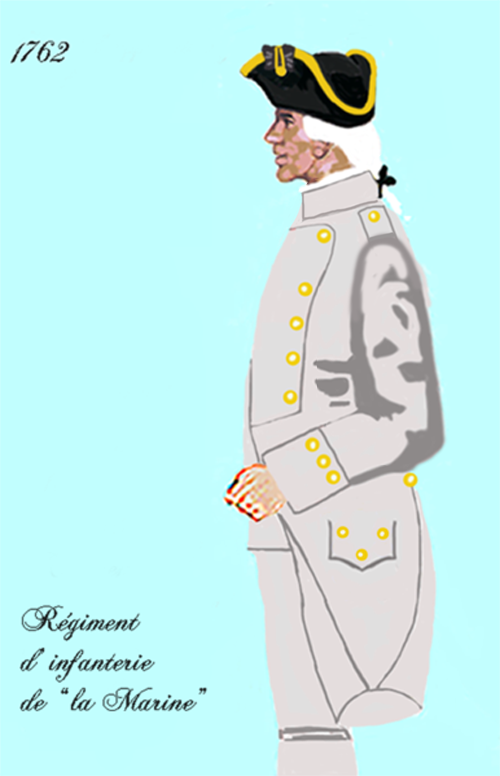
Régiment de La Marine 1762 bis 1767
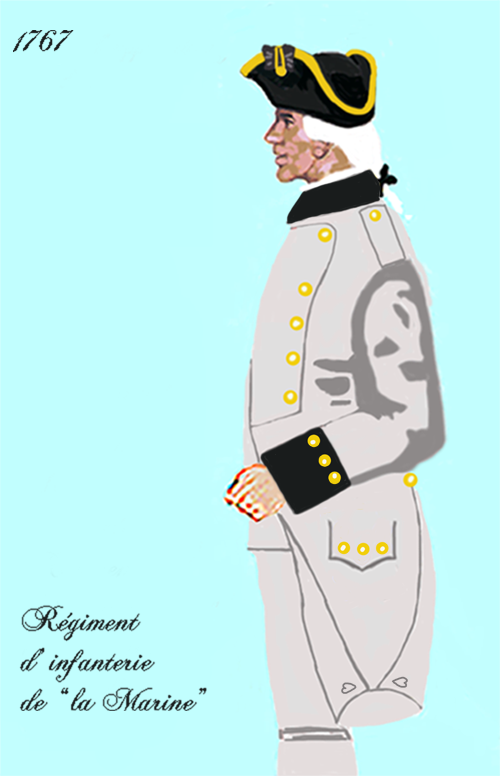
Régiment de La Marine 1767 bis 1776
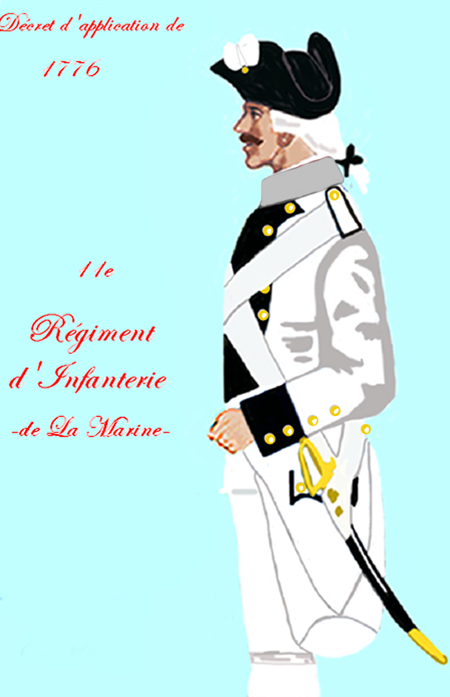
Régiment de La Marine 1776 bis 1779
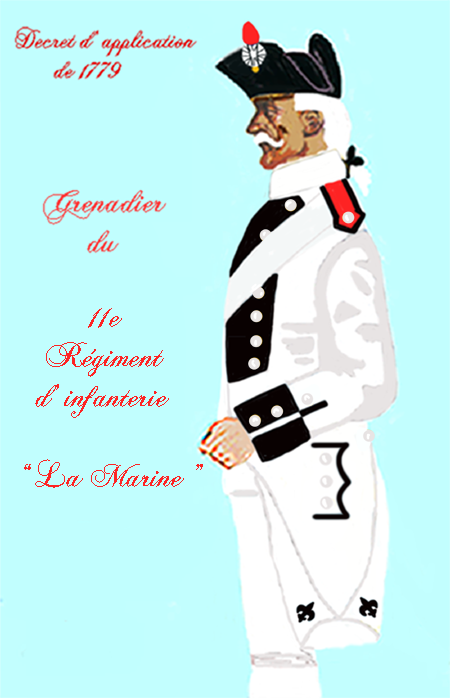
Régiment de La Marine 1779 bis 1791
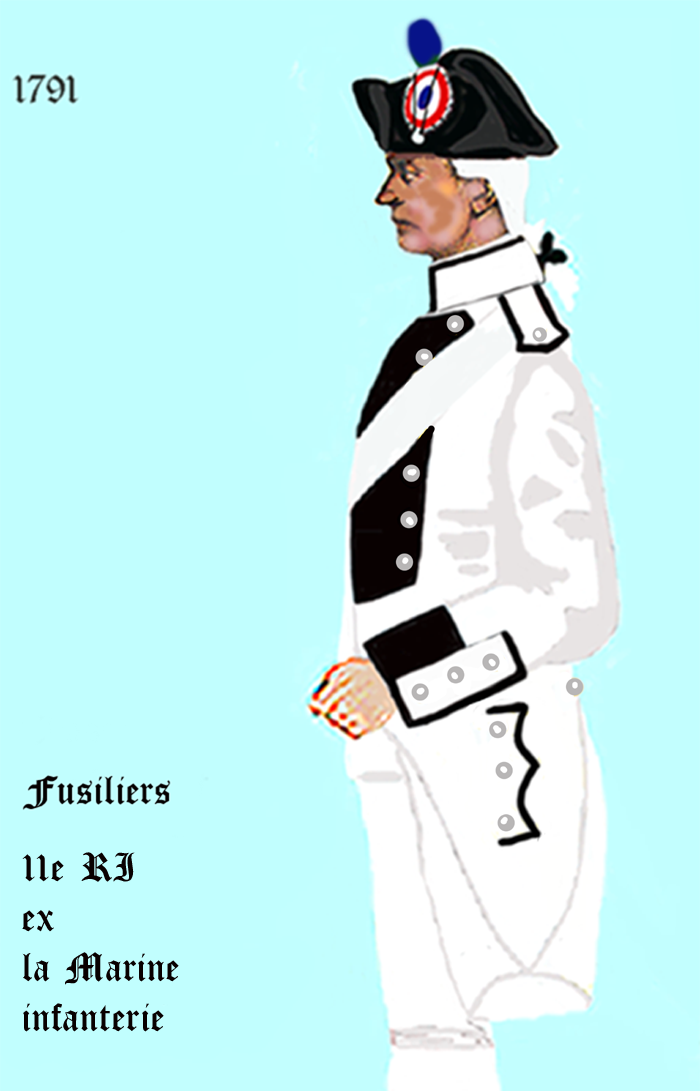
11e régiment d’infanterie de ligne 1791 bis 1793

## Mestres de camp/Colonels
Mestre de camp war von 1569 bis 1661 und von 1730 bis 1780 die Rangbezeichnung für den Regimentsinhaber und/oder für den mit der Führung des Regiments beauftragten Offizier. Die Bezeichnung „Colonel“ wurde von 1721 bis 1730, von 1791 bis 1793 und ab 1803 geführt. 
Nach 1791 gab es keine Regimentsinhaber mehr.
Sollte es sich bei dem Mestre de camp/Colonel um eine Person des Hochadels handeln, die an der Führung des Regiments kein Interesse hatte (wie z. B. der König oder die Königin), so wurde das Kommando dem „Mestre de camp lieutenant“ (oder „Mestre de camp en second“) respektive dem „Colonel-lieutenant“ oder „Colonel en second“ überlassen. 
- 26. September 1635: Louis de Montécler, chevalier de Montécler – Mestre de camp en second
- 1642: Nach dem Tod von Richelieu wurde sein Nachfolger, der Kardinal Mazarin, neuer Regimentsinhaber
- 12. Dezember 1642: François Le Hardy, marquis de La Trousse (Mestre de camp en second)
- 12. Juli 1648: Louis de Montécler, chevalier de Montécler
- 27. Januar 1650: Jules Mancini (gefallen 1652 beim Angriff auf Étampes)
- 11. Oktober 1652: Paul Mancini
- 13. März 1661: Philippe-Julien Mancini, duc de Nevers
- 4. Februar 1667: Charles-Félix de Galéan, comte de Gadagne
- 8. Juli 1667: Jean-Claude de Rochechouart, marquis de Tonnay-Charente
- 17. Oktober 1673: Pierre de Jarzé, comte de La Motte
- 29. August 1675: André Matthieu de Castellas
- 7. Dezember 1683: Henri-Roger de La Rochefoucaud, marquis de Liancourt
- 1694: Louis-Jean-Charles, marquis de Talleyrand
- 26. Juni 1702: Pierre Le Guerchois de Sainte-Colombe
- 30. Juni 1709: Michel Chamillart, marquis de Cany
- 3. August 1716: Alexandre-Maximilien-Balthazar-Dominique de Gand d’Esenghien, comte de Middelbourg
- 10. März 1734: Gaston Pierre de Lévis, Marquis de Mirepoix
- 26. Juli 1737: Louis-Henri, marquis d’Aubigné de Tigny
- 1. Februar 1748: François Vachon de Briançon, marquis de Belmont
- 30. November 1761: Louis-Bernard de Cléron, comte d’Haussonville
- 3. Januar 1770: Étienne, vicomte de Jaucourt
- 28. Februar 1778: Antoine-René, vicomte de Boisse
- 1. Januar 1784: Sébastien Charles Hubert, comte de Gestas, marquis de Lespéroux
- 25. Juli 1791: Louis du Peloux de Saint-Romain
- 10. September 1792: Jean-Ranchin de Massiat
- 1805: Gilbert Désirée Joseph Bachelu
- 1809: Alexandre-Charles-Joseph Aubrée
- 1812: Pierre-Nicolas Maillart, colonel
- 1815: Alexandre-Charles-Joseph Aubrée
- 1815: Jean-François Sylvestre Humbert
- 1870: de Behagle, colonel
- 1939: Pamponneau Lieutenant-colonel
- 1940: Nicolaï – Commandant

## Einsatzgeschichte

### Französisch-Spanischer Krieg und Aufstand der Fronde
- 1636: Das Regiment wurde im Januar zur Armee unter dem Kommando des Comte de Soissons an der Maas kommandiert. Am 31. Mai besiegte diese Armee in der Nähe des Weilers Ivoy (heute ein Teil von Assesse) 4000 polnische Kosaken, die ein Jahr lang an dieser Grenze alle möglichen Grausamkeiten begangen hatten. Die Enfants perdus unter dem Capitaine de la Chapelle gaben den Ausschlag, und so konnten 400 der Kosaken getötet werden, die ganze Bagage, 600 Pferde, drei Standarten und sieben Paar Kesselpauken wurden erbeutet. Nach diesem erfolgreichen Waffengang wurden 400 Männer des Korps vom Kardinal zu La Valette kommandiert, um beim Entsatz von Colmar zu helfen; der Rest wurde für die Belagerung von Corbie verwendet und zeichnete sich bei der hinhaltenden Verteidigung einer Mühle an der Somme aus.
- 1637: Im Juni stand das Regiment bei der Belagerung von Bohain, wobei der Capitaine Saint-Mégrin durch eine Musketenkugel verwundet wurde. Einige Tage später erfolgte die Belagerung von Landrecies, dann von La Capelle, bei der das Regiment die Belagerungsgräben eröffnete, und schließlich der Einsatz bei der Verteidigung von Maubeuge.
- 1638: Das Regiment griff, zusammen mit dem Régiment de Piémont, vergeblich die schließlich von Truppen Piccolominis entsetzte Stadt Saint-Omer an. Am 8. Juli stand es im Gefecht bei Polincove. Dabei wurden der Mestre de camp-lieutenant und zwei weitere Offiziere schwer verwundet, der Enseigne und spätere Maréchal de France de Navailles konnte sich im Gefecht auszeichnen.
- 1639: Am 9. Juni eroberte das Regiment eine Demi-lune vor Hesdin. Eine ausgesuchte Abteilung von Männern unter dem Kommando von Major[6] la Bartète (der bei dieser Aktion verwundet wurde) stürzte die Palisaden um, tötete mit Hellebarden und Spießen die ersten Verteidiger und zwang die anderen, in den Fluss zu springen, obwohl Boote vorhanden waren, die sie in die Stadt hätten zurückbringen können. Beim Angriff am 8. August verjagte das Regiment die Spanier aus dem Dorf Saint-Nicolas und erbeutete deren Kanonen. Der Capitaine Clermont, der Lieutenant la Chesnaye und der Enseigne Sille fielen dabei. Im Gefecht bei Ruminghem konnte sich „La Marine“ auszeichnen, der Mestre de camp-lieutenant wurde schwer verwundet. Am Ende des Feldzuges wurde „La Marine“ nach Caudebec[7] kommandiert, um dort einen Aufstand der Bauern niederzuschlagen, die sich selbst den Namen „Pieds-nus“ (nackte Füße) gegeben hatten und sich weigerten, ihre Steuern zu bezahlen.
- 1640: Bei der Belagerung von Arras konnte sich das Regiment bei der Einnahme von Fort Rantzaw wiederum auszeichnen. Die Spanier verloren 4000 Mann, aber die eigenen Verluste waren ebenso schwer, 28 Offiziere waren gefallen oder verwundet. Der Enseigne de Gadange, der einmal Kommandant des Regiments werden sollte, erhielt zwei Säbelhiebe und zwei Verwundungen durch Piken. Nach der Kapitulation von Arras nahm „La Marine“ hier das Winterquartier.
- 1641: Bei der Belagerung von Aire griff die Einheit eine Demi-lune und den gedeckten Weg an. Die Lieutenants Diclos und Vaudonville wurden dabei getötet, der Lieutenant Gadagne wurde durch eine Musketenkugel und durch den Stoß mit einer Pike verwundet. Es folgten die Belagerungen von La Bassée und Bapaume. In La Bassée wurde Winterquartier bezogen.
- 1642: La Bassée wurde belagert und unter anderem von 250 Mann von „La Marine“ erfolgreich verteidigt. Der Mestre de camp-lieutenant La Trousse und acht weitere Offiziere wurden verwundet.
- 1645: Das Regiment traf bei der Belagerung von Roses ein und nahm an dem großen Angriff vom 27. Mai teil, der zur Kapitulation der Belagerten führte. Im Gefecht bei Sant Llorenç stand es am linken Flügel der ersten Linie und verlor den Capitaine de Villars. Im August wurde „La Marine“ bei der Belagerung von Balaguer (Lleida) eingesetzt.
- 1646/1647: Zweimalige Belagerung von Lleida. Danach bildete das Regiment 1647 die Nachhut der Armee des Prince de Condé und war dabei in mehrere Rückzugskämpfe verwickelt.
- 1648: Am 5. Juli eröffnete „La Marine“ die Belagerungsgräben vor Tortosa und konnte sich hier beim Angriff am 12. Juli auszeichnen. Dabei wurde der Regimentskommandant, der Mestre de camp-lieutenant La Trousse, getötet. Mitte des Jahres wurde das Regiment wegen der Probleme mit der Fronde nach Zentralfrankreich zurückbeordert.
- 1649: „La Marine“ marschierte in die Provinz Guyenne und wurde gegen die Revolutionäre in Bordeaux eingesetzt.
- 1650: Wieder im Französisch-Spanischen Krieg, wurde die Einheit nach Flandern zur Armee von Maréchal du Plessis-Praslin kommandiert, bezog aber bald Garnison in Saint-Quentin. Von hier zog es im September zusammen mit dem Régiment de Sault zur Unterstützung der Garnison von Mouzon, das von den Spaniern belagert wurde. Hier gab es erneut Probleme. Das Régiment de Sault war eines der „Großen Alten“ Regimenter und unter keinen Umständen bereit, den „Emporkömmlingen“ von „La Marine“ den Vortritt zu lassen. Der Streit, der zwischen ihnen über die Rangfolge entstand, verhinderte einen Tag lang – in Sichtweite der Stadt – zunächst den Erfolg der eigentlichen Aufgabe. Die beiden Regimenter mussten sich zurückziehen, nachdem beide ihren Kommandanten verloren hatten. Der Mestre de camp-lieutenant de Montécler war gefallen. Der Capitaine de Campels unternahm am nächsten Tag noch einen Versuch und hatte das Glück, erfolgreich zu sein. Neben dem M. de Montécler waren noch die Capitaines de Recouvert und La Bastide gefallen, Campels wurde verwundet. In der Schlacht bei Rethel verlor das Regiment drei Capitaines und 80 Mann an Gefallenen.

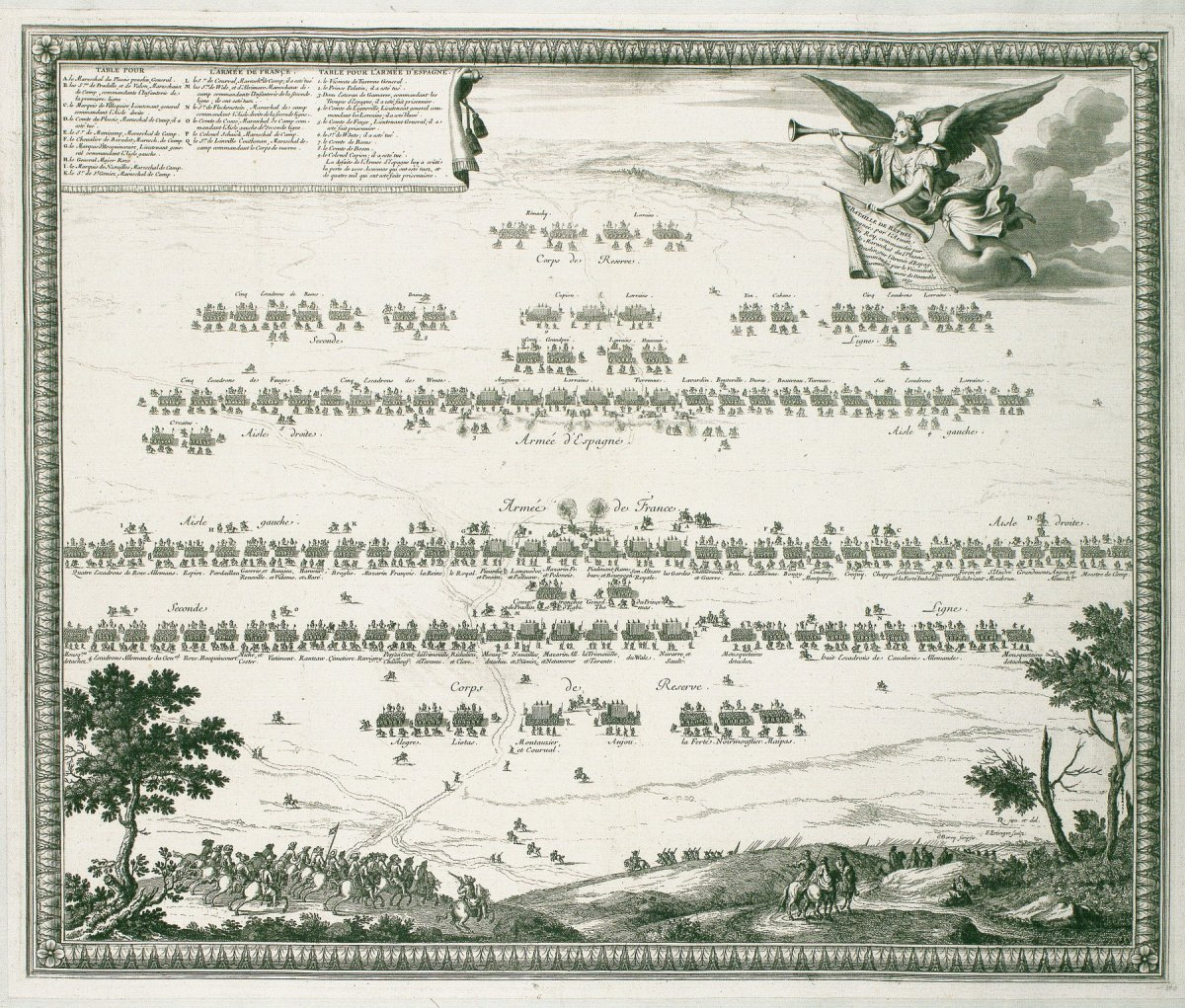
Schlacht bei Rethel

- 1651: „La Marine“ kehrte zur Armee nach Flandern zurück, wo erneut Streitigkeiten wegen der Rangfolge ausbrachen. Der eigentliche Regimentsinhaber, der Kardinal de Mazarin, war zu dieser Zeit ohne größeren Einfluss, sodass der König (bzw. die Königin-Mutter als Regentin) selbst eingriff. Er schrieb an den Maréchal d’Aumont:

„Mein Cousin, nachdem wir davon in Kenntnis gesetzt wurden, dass Sie an den Sieur de Brienne bezüglich des Kummers schreiben, den Sie weiterhin in Bezug auf das Régiment de La Marine haben, und dies mir von einem Offizier des besagten Regiments, der ausdrücklich [deswegen] kam, übermittelt worden ist, wird, um die Streitigkeiten zu vermeiden, die sich in Bezug auf den Rang dieses Regiments ergeben haben, es während des jetzigen Feldzuges mit dem Régiment de Picardie gemeinsam eingesetzt werden. Sie sollen in allen Gelegenheiten als eins behandelt werden, bis etwas anderes angeordnet wird. Ich habe diesen Brief Ihnen freundlicherweise auf den Rat meiner Mutter, der Regentin, ausgestellt.“

Diese simulierte Inkorporation, die in Wirklichkeit nur zur Bildung einer Brigade mit den Regimentern „Picardie“ und „La Marine“ führte, beruhigte die Unzufriedenen, weil „La Marine“ keine Möglichkeit eines Vortrittes mehr hatte. Diese Regulierung dauerte bis zum Ende der Fronde.
Nachdem sich mit der Zeit die Autorität von Louis XIV gefestigt hatte, setzte er das Regiment per königlichem Dekret vom 26. März 1670 definitiv auf den 6. Rang der „Großen Alten“ Regimenter und beendete allen Disput.
Zusammen mit Picardie beendete das Regiment den Feldzug des Jahres.
- 1652: Bei der Belagerung von Étampes konnte sich die Einheit unter dem Kommando von Mestre de camp-lieutenant de Gadagne auszeichnen. Beim Angriff auf die Barrikaden an der Rue de la Charonne wurden Jules Mancini, Neffe von Kardinal Mazarin, und eine große Anzahl weiterer Offiziere getötet.
- 1653: In der Umgebung von Paris endete der Bürgerkrieg, in den Provinzen dauerte er jedoch noch an. „La Marine“ wurde nach Burgund verlegt und bei der Belagerung von Bellegarde eingesetzt. Am 13. Mai wurden die Belagerungsgräben eröffnet. Zur Armee von Turenne in die Champagne kommandiert, nahm das Regiment an der Belagerung von Mouzon und Sainte-Menehould teil.
- 1654: Weiterhin in der Champagne eingesetzt, stand das Regiment jetzt in der Armee von Maréchal de Fabert und kämpfte bei der Belagerung von Stenay. Am 22. Juli konnte in Anwesenheit des Königs auf dem gedeckten Weg ein Ausfall zurückgewiesen werden. Es folgte die Kommandierung zur Armee in Flandern, wo die Einheit bei der Belagerung von Arras verwendet wurde. „La Marine“ beendete den Feldzug des Jahres mit der Teilnahme an der Belagerung von Quesnoy.
- 1655: Im Januar wurde ein Détachement zur Einnahme des Forts bei Le Catelet abgestellt.

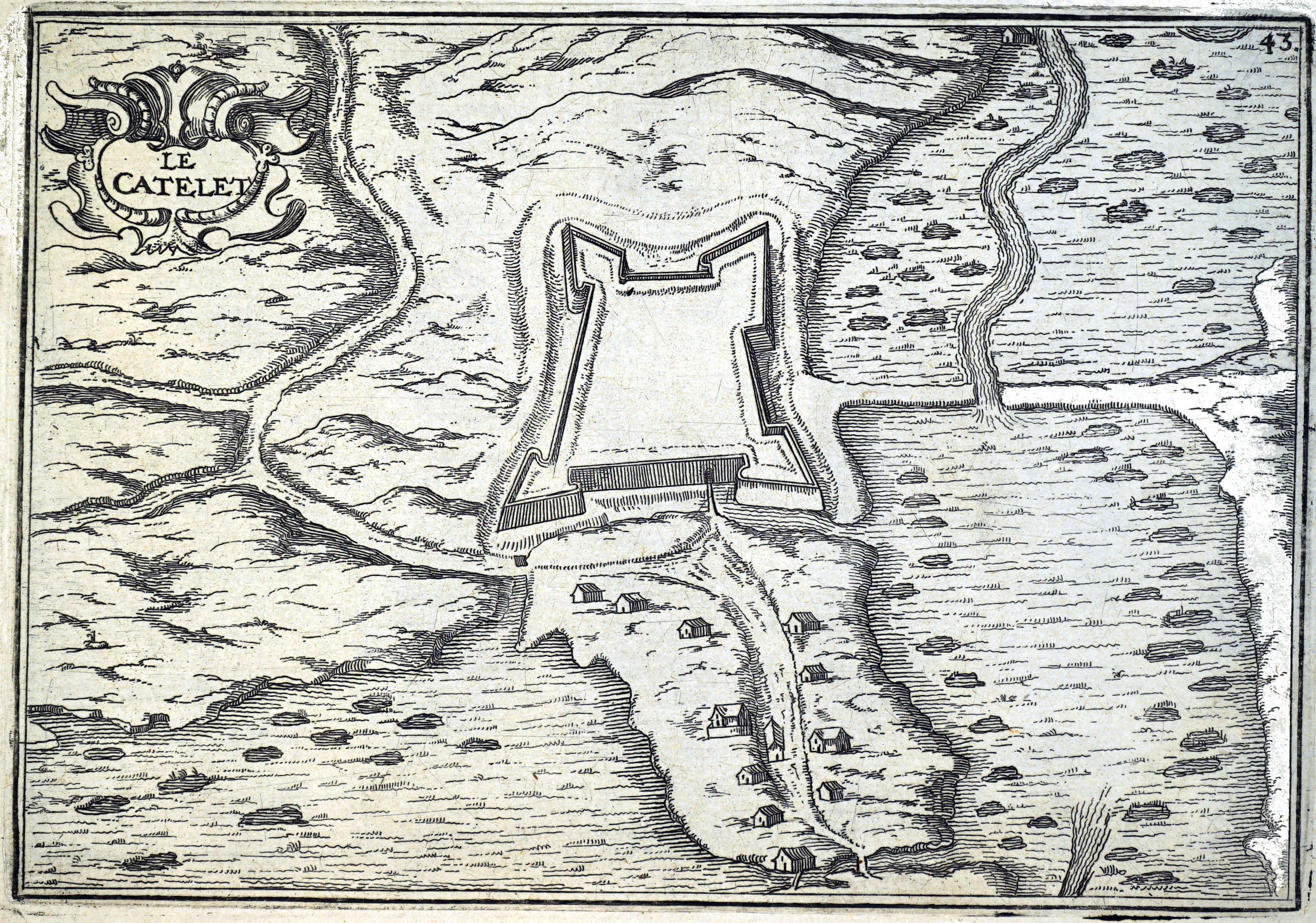
Das Fort bei Le Catelet

Im April folgte die Mithilfe bei der Versorgung von Quesnoy, dann die Belagerung von Landrecies und die Einnahme von Condé und Saint-Ghislain.
- 1656: Das Regiment fand sich bei der Belagerung von Valenciennes.
- 1657: Einsatz bei den Belagerungen von Montmédy, Saint-Venant, La Motte au Bois und dem Entsatz von Ardres
- 1658: Einsatz bei der Belagerung von Dünkirchen und in der Schlacht in den Dünen. Der Feldzug wurde mit der Einnahme von Bergues, Dixmuide und Veurne beendet.

### Holländischer Krieg (1673 bis 1678)
Das Regiment wurde der Armee von Turenne zugeteilt. Das 1. Bataillon konnte sich in der Belagerung von Woerden auszeichnen und nahm dann am Feldzug des Maréchal de Luxembourg in Holland teil.
- 1673: Das gleiche Bataillon stand bei der Belagerung von Maastricht, in der der Major la Fayette zu den Gefallenen zählte. Das andere Bataillon stand bei den Truppen, die die Belagerung absicherten. Im gleichen Jahr bezog das Regiment Quartiere in Trier.
- 1674: Abmarsch aus Trier im Juli und Einreihung am Rhein in die Armee von Turenne. Es folgte die Schlacht bei Enzheim, in der „La Marine“ im linken Flügel der ersten Schlachtreihe stand. Danach wurde mit dem 1. und 2. Bataillon Garnison in Breisach und mit dem 3. Bataillon in Trier bezogen.
- 1675: Das letztere wurde mit der Armee von Maréchal de Créqui bei der Eroberung von Limbourg eingesetzt, dabei wurde der Capitaine Désormeaux beim Sturm auf eine Demi-lune getötet. Die anderen Bataillone standen weiterhin unter dem Befehl von Turenne und kämpften im Gefecht bei Mühlhausen und in der Schlacht bei Türkheim. Nach dem Tod von Turenne in der Schlacht bei Sasbach zog sich die französische Armee zurück, wobei sie noch einmal bei Altenheim ein Gefecht bestreiten musste. Dabei wurde der Colonel La Motte tödlich verwundet. Der Lieutenant-colonel Matthieu de Castellas wurde dann in Hagenau mit der Führung der Truppe beauftragt. Die beiden Bataillone verteidigten Hagenau so hartnäckig während der Belagerung durch Raimondo Montecuccoli, dass sich dieser gezwungen sah, abzuziehen. Der Lieutenant-colonel Matthieu de Castellas, ein Offizier von zweifelhaftem Adel, wurde daraufhin als Nachfolger des Comte de La Motte zum Kommandanten des Regiments ernannt, ein Vorgehen, das für die damalige Zeit eher selten war. Ein Bataillon des Regiments kam zur Armee von Maréchal de Créqui an der unteren Mosel. Am 11. August wurde diese Armee in der Schlacht an der Konzer Brücke geschlagen. Im September verlegte das Bataillon nach Charleroi, die beiden anderen überwinterten in Breisach.
- 1676: Das Regiment kämpfte im Gefecht bei Kokersberg. In der eingeschlossenen Festung Philippsburg standen die Kompanien „Mars“ und „Charles“, die mit neun Kompanien des Régiment du Dauphin und einer weiteren Kompanie ein provisorisches Bataillon „de La Marine“ bildeten und sich bei der Verteidigung der Festung auszeichneten. Im gleichen Jahr wurde ein Bataillon „La Marine“ unter dem Kommando von M. de Belsunce nach Sizilien kommandiert und wurde dort zur Aufstellung des Régiment de Vivonne verwendet.
- 1677: Einsatz beim Feldzug in Deutschland mit der Belagerung von Freiburg. Nach der Einnahme der Stadt bezog das Regiment dort Quartier.
- 1678: Ein Bataillon lag in Maastricht, das es am 10. Juni verließ. Das Regiment war am Angriff auf die Verschanzungen von Säckingen, an der Belagerung von Kehl und von Lichtenberg (Bas-Rhin) beteiligt.
- 1679: Als letzte Aktion dieses Krieges kämpfte die Einheit im Gefecht bei Minden.

### Reunionskrieg (1683 bis 1684)
- 1683: Garnison in Thionville
- 1684: Belagerung von Luxemburg. Der Capitaine Saint-Franc fiel hier. Nach der Einnahme der Stadt wurde hier bis 1685 Quartier bezogen.

### Pfälzischer Erbfolgekrieg (1688 bis 1697)
- 1688: Im September stieß das 1. Bataillon zum Korps des Marquis de Boufflers, das in Mainz und in Kreuznach einquartiert war. Von hier aus zog die Truppe zur vergeblichen Belagerung von Koblenz. Winterquartiere wurden in der Kurpfalz bezogen.
- 1689: Im Frühjahr machte es sich auf den Weg, um in Chalons-sur-Marne wieder mit dem 2. Bataillon zusammengeführt zu werden. Da der Feind inzwischen die Festung Mont Royal bedrohte, wurde es stattdessen in die Festung beordert. Da die feindlichen Truppen aber nach Mainz marschierten, unternahm Boufflers ein Ablenkungsmanöver und eroberte Cochem und die darüberliegende Reichsburg Cochem. Das Unternehmen, an dem ein Détachement des „Régiment de La Marine“ teilnahm, kostete es mehrere Offiziere und eine unbekannte Anzahl Mannschaften an Gefallenen und Verwundeten. Unter den Ersten waren die Capitaines Matthieu und Bérand, der Lieutenant Soubirain, der Major Juliers wurde als Erster verwundet. Während dieser Zeit stand das 2. Bataillon beim Korps des Maréchal Lorges am Rhein. Am Ende des Feldzuges wurde das Regiment in Saarlouis wieder vereinigt und verbrachte hier den Winter.
- 1690: Für die Feldzüge des Jahres war „La Marine“ zur Armee des Dauphin abgestellt, die sich bei Landau versammelte, um die Grenze zu schützen. Die Winterquartiere wurden in Breisach bezogen.
- 1691: Im Januar erfolgte die Verlegung nach Valence und in das Piemont, wo es im April zur Armee von Nicolas de Catinat stieß. Der erste Einsatz war die Belagerung der Burg von Avigliana, die von den Grenadieren eingenommen werden konnte. Es folgte die Belagerung von Carmagnola (Piemont), bei der das 1. Bataillon in der Nacht vom 7. auf den 8. Juni mit den Arbeiten an den Belagerungsgräben begann. Danach erfolgte noch die Belagerung von Montmélian. Am 24. Oktober kämpfte „La Marine“ im Gefecht am Col de La Fenêtre, in der die Nachhut des Herzogs von Savoyen vernichtet wurde. Teilnahme an der Belagerung von Suze. Es wurden Winterquartiere in Embrun bezogen, wo auch ein drittes Bataillon aufgestellt wurde.
- 1692: Das Regiment verblieb in Embrun und verteidigte es gegen den Herzog von Savoyen, musste dann aber kapitulieren. Danach wurde Garnison in Grenoble bezogen.
- 1693: Zu Beginn des Jahres zog das jetzt wieder komplette Regiment in das Fürstentum Orange. Von hier aus folgte bald der Abmarsch in die Alpen, mit der Verteidigung von Pignerol und dem Fort de Rochecotet im Juli und August. Am 4. Oktober wurde die Schlacht bei Marsaglia geschlagen, in der das Regiment am rechten Flügel der ersten Linie zu finden war. In dieser Schlacht fielen der Lieutenant-colonel de Bellenave und die Capitaines Chauzy, Gérard, Guevauville, Ballandcaud und Chabert.
- 1694: Ende des Jahres befand sich das Regiment in Nizza, wo es bis Oktober 1695 mit der Beobachtung der Aktivitäten in Antibes, Villefranche und Monaco beauftragt war. Danach verlegte es nach Queyras und bezog dort Winterquartier.
- 1696: Mit der Teilnahme an der Belagerung von Valence endete der Krieg in Italien für die Einheit.
- 1697: Es folgte die Rückkehr nach Frankreich und bald darauf unter dem Maréchal de camp Duc de Vendôme der Einsatz bei der Belagerung von Barcelona. Mit dem Frieden von Rijswijk endete der Krieg, und „La Marine“ wurde in Pau und dann in Bayonne stationiert.

### Spanischer Erbfolgekrieg (1701 bis 1714)
- 1701: Die drei Bataillone von „La Marine“ verließen Bayonne am 2. Januar und marschierten nach Toulon, wo sie nach Italien eingeschifft wurden. In diesem Jahr hatten sie jedoch keinen Einsatz.
- 1702: Unter dem Kommando des Comte de Albergotti wurde das Regiment bei der Einnahme von Reggio, Modena, Correggio und Carpi eingesetzt. Es kämpfte am 15. August im Gefecht bei Luzzara, bei dem es die Capitaines Saint-Barthélémi, Burianne, Darreau, Saint-Benoit, Chantegris, Valdurand und Beauville sowie eine große Anzahl an Lieutenants und Mannschaften verlor. Der Kommandant, Colonel la Boulière, wurde verwundet. Die Reste des Regiments wurden bei der Belagerung von Guastalla und Borgogorte eingeteilt, ebenso im Dezember bei der Einnahme von Bondanella.
- 1703: Im Frühjahr wurde es dem Korps von Vendôme zugeteilt, das sich in Tirol mit der Armee aus Bayern vereinigen wollte. Dies wurde durch den Herzog von Savoyen unterbunden. Das Regiment konnte sich dann bei der Einnahme von Nago und Arco und in der Schlacht bei Santa Vittoria auszeichnen. Bald darauf zurück im Piemont, kämpfte es im Gefecht bei San Benedetto und war bei der Einnahme von Asti und Villanova d’Asti beteiligt.
- 1704: Belagerung von Vercelli, dann von Ivrea
- 1705: Am 1. März standen die Grenadiere erneut an der Spitze der Angriffskolonne auf das Fort de l’Île. Nach einer langen und schwierigen Belagerung wurde „La Marine“ zur Armee von de Vendôme kommandiert und traf im Feldlager von Muscoline ein. Die Grenadiere unter dem Kommando von M. le Tour-Fraguier verdienten sich einmal mehr Lorbeeren in der Schlacht bei Cassano. Am 16. August stand das Regiment wieder im Zentrum der Kämpfe. Es wurde bei der Verteidigung der Brücke von Ritorto eingesetzt, die von den Spitzen der Armee von Eugen Franz, Prinz von Savoyen-Carignan, angegriffen wurde. Die Grenadiere verteidigten die Brücke hartnäckig, mussten aber schließlich aufgeben. Der Colonel und ein großer Teil des Regiments gerieten in Gefangenschaft. Von den Grenadieren wurden der Capitaine Coquet und 62 Mann getötet, 11 Offiziere und 97 Mann wurden verwundet. Das gesamte Regiment hatte 53 gefallene oder verwundete Offiziere zu beklagen. Die Capitaines Fontenay, Montviel, La Garde, Lionse, Saint-Benoit, Saint-Surin, Descordes und Dauqueville zählten zu den Gefallenen. Am 16. Oktober griff es die Verschanzungen von Gumbetto bei Cremona an, die nach zwei Stunden unter schweren Verlusten eingenommen werden konnten. Nach dem Ende des Feldzuges bezog das Regiment Quartier in Mantua.

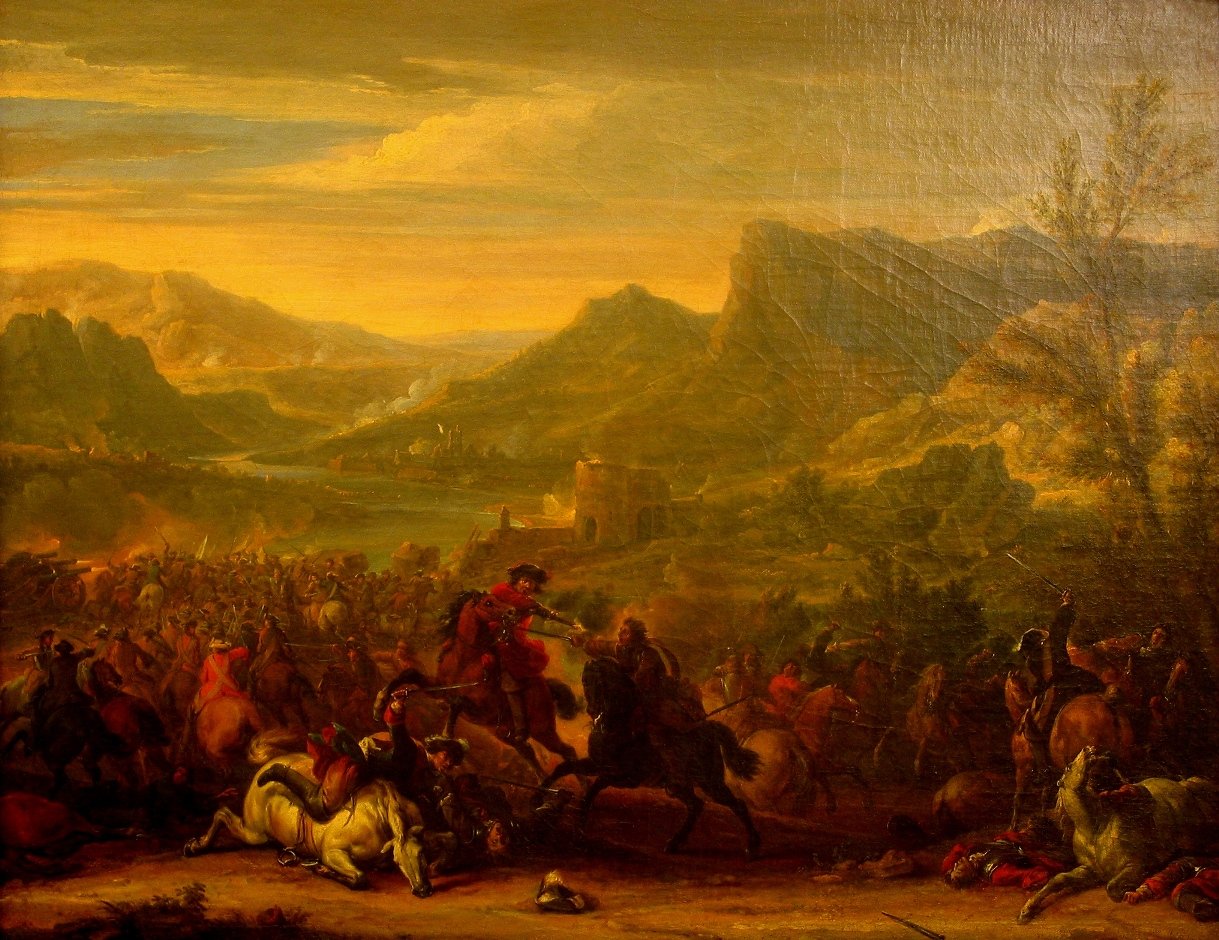
Schlacht bei Calcinato

- 1706: In der Schlacht bei Calcinato gehörte das Regiment zur Reserve und blieb ohne Kampfbeteiligung. Bald darauf marschierte es zur Belagerung von Turin, die ein Fehlschlag wurde.
- 1707: Kämpfe im Var gegen die Truppen von Prinz Eugen
- 1708: Kämpfe mit der Armee von de Villars in der Dauphiné gegen den Herzog von Savoyen. Zum Schutz des Tals von Barcelonnette eingeteilt. Eroberung von Cesana Torinese.
- 1709 bis 1712: Kämpfe in der Dauphiné und in Katalonien. Verteidigung des belagerten Girona. Danach wurde Winterquartier in der Provence bezogen.
- 1713: Im März folgte die Abkommandierung zur Armee am Rhein. Zwei Bataillone wurden im Juni bei der Belagerung der Festung Landau eingesetzt und dabei durch zwei Bataillone des Régiment de Navarre unterstützt. Es folgte die Belagerung von Freiburg im Breisgau, bei der die Grenadierkompanien la Marguerine und de Dumont bei einem Angriff auf den gedeckten Weg am 14. Oktober aufgerieben wurden. Die beiden Capitaines wurden verwundet, die beiden Lieutenants getötet.
- 1714: Das Regiment verlegte Anfang Juli als Teil der französischen Hilfstruppen zur Belagerung von Barcelona durch den spanischen König. In den drei Wochen, in denen „La Marine“ vor Barcelona eingesetzt war, verlor es die Capitaines Charpentier, Crommeau und Palacin und den Lieutenant La Fontaine an Gefallenen, 11 weitere Offiziere wurden verwundet.

### Unterwerfung von Mallorca
- 1715: Aus der Garnison von Vilafranca del Penedès wurde die Einheit mit den Truppen unter dem Kommando von Claude François Bidal, 1er marquis d’Asfeld, nach Mallorca verlegt, um die Insel zu unterwerfen. Als erstes wurden 200 Grenadiere in Calalonga eingeschifft. Am 20. Juni wurde Alcúdia kampflos eingenommen, in Palma gab es dagegen Widerstand. Nach einem einzigen Ausfall der Besatzung ergab sich diese am 3. Juli. Innerhalb von 15 Tagen war die Insel erobert. „La Marine“ kehrte danach nach Barcelona zurück und wurde dann nach Frankreich verlegt.

Als Ersatz für die Personalverluste wurden am 29. Juli 1715 das Régiment de Noë und am 29. August das Régiment de Bellaffaire sowie Teile des Régiment d’Escrigny eingegliedert.

### Krieg der Quadrupelallianz (1717 bis 1719)
- 1719: Das Regiment wurde erst in diesem Jahr aktiviert und nach Spanien geschickt. Am 21. April wurde Bidassoa und am gleichen Tag die Burg Béhobie eingenommen. Der Capitaine de Bresse wurde dabei getötet. Am 27. Mai begann das Regiment mit der Anlegung der Belagerungsgräben vor Hondarribia und war an der Einnahme von San Sebastián und seiner Burg beteiligt.
- 1727 lag das Regiment im Feldlager an der Saône und 1732 im Elsass.

### Polnischer Thronfolgekrieg (1733 bis 1738)
- 1733: Das Regiment verlegte mit jetzt vier Bataillonen an den Rhein und wurde als erstes bei der Belagerung von Kehl eingesetzt. Am 12. November marschierte es mit dem Régiment de Pons, dem Régiment d’Alsace und dem Régiment de Royal-Bavière in die Markgrafschaft Baden, um hier die Arbeiten an den Erdwerken abzuschließen, die die Brücke über den Rhein decken sollten. Nach der Beendigung des Auftrages wurde es nach Straßburg zurückbeordert.
- 1734: Einsatz bei der Instandsetzung der Verteidigungslinien bei Wissembourg. Am 3. Mai konnte es sich neben dem Régiment des Gardes françaises beim Angriff im Gefecht bei Ettlingen auszeichnen. Bei der Belagerung von Philippsburg fiel der Lieutenant d’Harlus.

Für den Rest des Krieges stand das Regiment im Kurfürstentum Trier.
Ein Bataillon war zusammen mit einem Bataillon des Régiment de Conti zur Bewachung der Mündung der Kyll in die Mosel eingeteilt, um den Vormarsch des Grafen Seckendorff aufzuhalten.
- 1735: Am Ende des Jahres lag das Regiment im Feldlager von Ruwer und wurde später nach Trier und Konz verlegt.

Bei Friedensschluss wurde das Regiment nach Metz verlegt, wo es an den Fortifikationen arbeitete. Im Oktober 1838 erfolgte die Kommandierung nach Verdun, 1739 nach Saarlouis und Bitsch und 1740 zurück nach Metz.

### Österreichischer Erbfolgekrieg (1740 bis 1748)
- 1741: Das Regiment verließ Metz und marschierte zur Armee in Bayern, wo es der Division des Comte d’Aubigné zugeteilt wurde. Diese drang in Österreich und Böhmen ein, ohne auf ernsthaften Widerstand zu stoßen. Nach der Einnahme von Prag marschierte die Einheit nach Písek. Am 18. Dezember unternahmen die Österreicher einen plötzlichen Angriff auf den Vorort vor dem Budweiser Tor. Sie drangen durch die geöffneten Barrieren in die Vorstadt ein, wo sie von den Regimentern „La Marine“ und La Reine mit mörderischem Abwehrfeuer aus den Häusern empfangen wurden. Die meisten der Angreifer wurden getötet, der Rest geriet in vollständige Unordnung und zog sich im Schutz der Nacht zurück. Am nächsten Morgen schickte der Maréchal de Broglié eine Truppe zur Beobachtung der Österreicher aus, die aus 300 Kavalleristen und vier Grenadierkompanien (zwei von „La Marine“, eine von „La Reine“ und eine von „l’Alsace“) bestand. Diese Truppe ging sehr leichtsinnig vor, wurde von der österreichischen Nachhut eingekesselt und vernichtet. Von „La Marine“ wurden der Capitaine Chevry und sein Lieutenant getötet, nur 30 Mann, alle verwundet, konnten entkommen. Den Winter verbrachte die Einheit in Písek, wo sie während dieser Zeit mehr als 800 Mann durch Krankheit und Elend verlor.
- 1742: Im März Einsatz bei der Einnahme von Strakonice. Im April wurden die Grenadiere der Brigade zur Belagerung von Eger abgestellt. Am 25. Mai stand der Rest des Regiments im Gefecht bei Sahay (tschechisch: Zahájí) und am 27. Mai bei der Einnahme von Moldautein (tschechisch: Týn nad Vltavou), wo es zusammen mit dem Régiment de Nice und dem Régiment Royal-Allemand cavalerie einquartiert wurde. Diese Truppe wurde am 13. Juni von einer Armee des Karl Alexander von Lothringen angegriffen und zog sich dabei in so guter Ordnung zurück, dass es ihr sogar ein Lob des feindlichen Befehlshabers einbrachte. „La Marine“ verlor dabei den Capitaine La Morandais, die Lieutenants More, du Cluzeau und La Plume sowie 132 Mann. Es stieß dann wieder zur Armee von Maréchal de Broglié und bildete die Nachhut auf dem Marsch nach Prag. Der Personalbestand war auf 656 Mann zusammengeschmolzen, daher wurden 800 Milizionäre übernommen. Bei der Verteidigung von Prag konnte sich die Einheit wiederum auszeichnen, speziell beim Ausfall am 18. August, den es zusammen mit dem Régiment de Navarre unternahm. Am 11. September wurden altgediente Soldaten unter dem Kommando von Major Magou zu einem Elitebataillon zusammengefasst und starteten einen erfolgreichen Ausfall – die Gräben wurden eingeebnet, die Kanonen vernagelt und eine große Anzahl Österreicher getötet. Gleichzeitig nahmen die vier Kompanien Grenadiere unter dem Lieutenant-colonel Beaucorroy ein Blockhaus an der rechten Seite der Gräben ein und machten alle Verteidiger mit dem Säbel nieder. Diese Aktion kostete die Einheit 60 Männer und den Lieutenant der Grenadiere Languedoc. Diese Heldentaten vervollständigten den Ruin des Regiments, und als es notwendig war, den Rückzug zu beginnen, hatte es unter der Fahne fast nur noch die Männer der Miliz, erschöpft und demoralisiert durch die zu großen, an sie gestellten Ansprüche. Mithin war der schlechte Ruf, der dem Regiment seit diesem Rückzug anhaftete, völlig unbegründet.
- 1743: Zurück in Frankreich, wurde der Personalbestand wieder auf 120 Offiziere und 1111 Mann aufgefüllt, von denen jedoch drei Viertel Milizionäre mit einer Verpflichtungszeit von sechs Monaten waren. Während des neuen Feldzuges wurden noch einmal 400 junge Soldaten rekrutiert, der Offiziersersatz war jedoch erschöpft. „La Marine“ stieß zur Armee von Maréchal Noailles und besetzte Aschaffenburg. Nach der Schlacht bei Dettingen verlegte es nach Germersheim und stieß Ende September zur Armee von Maréchal de Cogny. Mit dieser trug es zur Niederlage eines Teils der Armee von Karl Alexander von Lothringen bei, welcher bei Rheinweiler den Rhein überquert hatte. Winterquartiere wurden in Metz bezogen.
- 1744: Abordnung zur Moselarmee mit dem Sieg am 13. August über den österreichischen General Nádasdy bei Zabern. Das Regiment hatte hierzu 150 Mann abgestellt, die Capitaines Coupigny und Geslin sowie der Lieutenant Filhot fielen. Es folgten am 23. August das Gefecht bei Auenheim (Bas-Rhin) und der Angriff auf die Gräben bei Suffelsheim. Der Feldzug endete für das Regiment mit der Belagerung von Freiburg im Breisgau.
- 1745: „La Marine“ war das Jahr über in der Defensive entlang des Rheins eingesetzt.
- 1746: Abmarsch in die Grafschaft Nizza mit Kämpfen gegen die kaiserlichen Truppen bis zu deren Abzug. Winterquartier wurde in Draguignan bezogen.
- 1747: Die vier Grenadierkompanien nahmen an der Rückeroberung der Îles de Lérins teil. Danach wurde die Armee unter dem Kommando von Maréchal de Belle-Isle am 3. Juni in das Var in Marsch gesetzt. „La Marine“ bewegte sich an der Spitze der rechten Kolonne und beteiligte sich an der Eroberung von Montauban, Villefranche und Vintimille. Dies waren die letzten Aktivitäten des Regiments während des Krieges.
- 1748: „La Marine“ war im Feldlager von Sospel untergebracht, wo es bis Februar 1749 verblieb.

- 1749 bis 1756: Verlegung in die Cevennen und dann nach Nîmes, wo ein 5. Bataillon aufgestellt wurde. Kurz darauf erfolgte die Versetzung nach Montpellier, nach Alès und nach Tournon. Im Oktober 1750 wurden das 1. und das 4. Bataillon nach Toulouse und die zwei anderen nach Montpellier abgeordnet. Im September 1751 wurden Garnisonen in Bayonne, Navarreins und Saint-Jean-Pied-de-Port bezogen. Im Oktober 1762 kam das Regiment nach La Rochelle, ein Bataillon wurde auf die Île d’Oléron abgestellt. Das Aunis wurde 1753 verlassen und Garnison in Calais bezogen. 1754 arbeitete das Regiment am „Canal de Picardie“ und überwinterte in Dünkirchen. Während der Jahre 1755 und 1756 stand „La Marine“ im Arbeitseinsatz am Hafen von Dünkirchen. Im September 1756 verließ die Einheit Dünkirchen und marschierte nach Lille.

### Siebenjähriger Krieg (1757 bis 1763)
- 1757: Im Frühjahr marschierte das Regiment nach Wesel, wo es in die Armee von Louis-Charles-César Le Tellier eingegliedert wurde. In der Schlacht bei Hastenbeck konnte es zusammen mit dem Régiment de Picardie erfolgreich in das Geschehen eingreifen und so den Sieg der Franzosen herbeiführen. Die Einheit verlor in dieser Schlacht die Capitaines de Camps und Desaugiers, den Lieutenant La Pleine und 400 Mann. Dieser Sieg öffnete der Armee den Weg in das Kurfürstentum Hannover und führte „La Marine“ bis nach Halberstadt. Am 7. Oktober verließ die Einheit die Stadt, um die Armee in Sachsen zu verstärken, bei der sie am 31. Oktober eintraf. An der Schlacht bei Roßbach war das Regiment nicht beteiligt, es gehörte zur Division des Comte de Saint-Germain, die nicht mehr rechtzeitig auf dem Schlachtfeld erschien. Beim Rückzug der Koalitionstruppen bildeten die Grenadiere des Regiments äußerste Nachhut. Der Winter wurde in Paderborn verbracht.
- 1758: Im Januar war das Regiment am Vorstoß einer Truppe unter dem Marquis de Voyer bis in die Umgebung von Halberstadt beteiligt. Die französische Armee zog sich dann an den Rhein zurück, wobei „La Marine“ wiederum die Nachhut bildete. Nach dem Erreichen der holländischen Grenze waren 300 Mann am Gefecht bei Millingen am Rhein am 6. Juni beteiligt. Der Rest des Regiments befand sich in Kleve und zeichnete sich in verschiedenen Gefechten aus, so bei Rheinfeld, der Schlacht bei Kloster Kampen, der Schlacht bei Krefeld (in dieser verlor das Regiment die Capitaines Crémières, Barville, Barral, Geslin und 300 Mann) und der Schlacht bei Lutterberg. Danach zog „La Marine“ unter dem Kommando des Duc de Fitz-James zur Armee von Soubise nach Hessen, ohne an Kämpfen teilzunehmen. Winterquartiere wurden in Kleve bezogen.

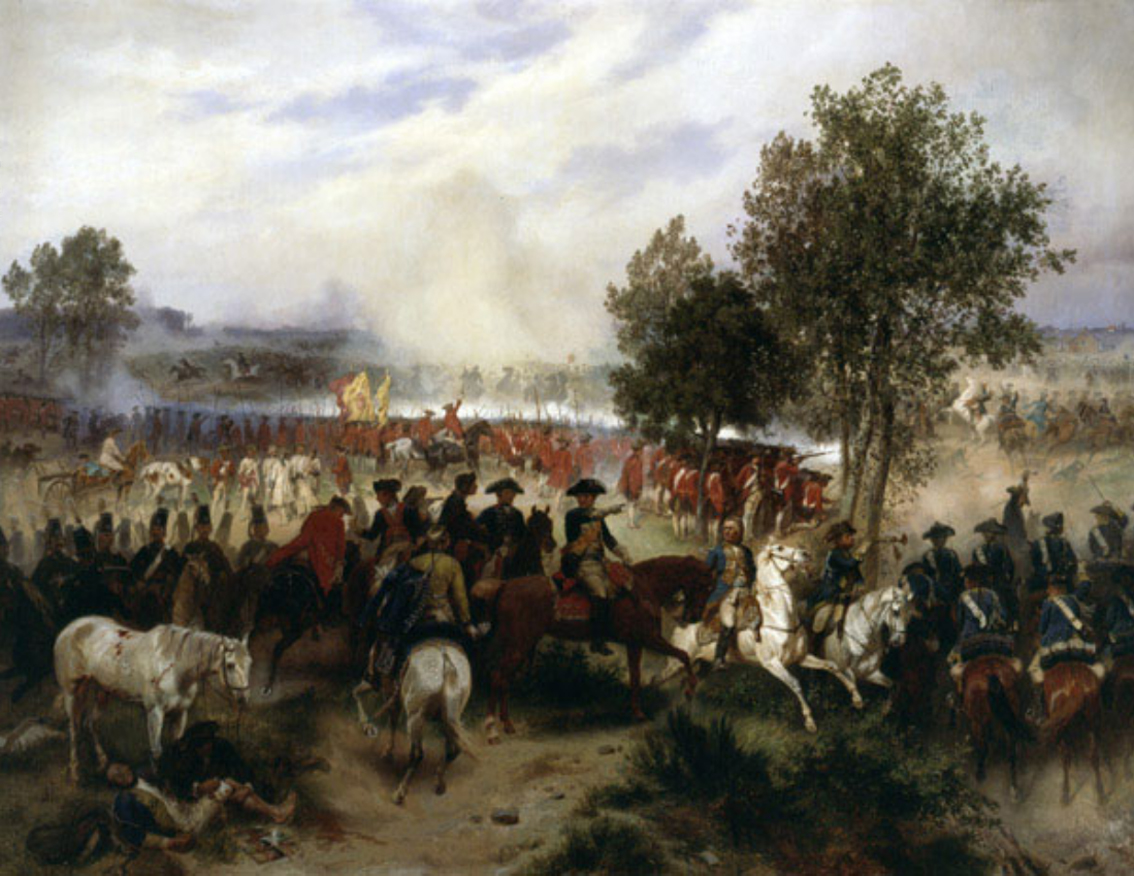
Schlacht bei Krefeld

- 1759: Im April wurde Kleve verlassen und nach Havre marschiert, das von den Briten bedroht war. Garnison wurde in der Umgebung der Stadt, so in Montvilliers und Harfleur, bezogen.
- 1760: Das Regiment traf in Dünkirchen ein.
- 1761: Abmarsch aus Dünkirchen am 18. Juni in die Pays de Caux. Am Ende des Jahres lag es in Brest (Finistère).
- 1762: Ein Détachement unter dem Kommando von Colonel d’Haussonville wurde auf dem Geschwader von Admiral de Ternay nach Saint-Jean de Terre-Neuve eingeschifft, wo es am 37. Juni eintraf.[8] Das restliche Regiment verließ die Bretagne im November und begab sich über mehrere Stationen nach Metz, wo es am 10. Juni 1763 eintraf.
- 1763 bis 1767: Im Juli 1764 erfolgte die Stationierung im Feldlager von Compiègne. Nach einigen Manövern wurde es nach Saarlouis dirigiert und ging von dort aus im Oktober 1785 nach Landau in der Pfalz. Im Oktober 1767 wurde es nach Toulon verlegt.
- 1767: Am 1. Oktober wurde „La Marine“ nach Korsika eingeschifft, um dort bei der Unterwerfung der Insel eingesetzt zu werden.
- 1769: Am 1. Oktober kehrte die Einheit nach Toulon zurück, um sofort nach Briançon weitergeschickt zu werden.
- 1771 bis 1776: Im Februar erhielt das Regiment den Befehl, verschiedene Positionen an der Küste der Bretagne zu besetzen. Nach einer kurzen Zeit in Nantes, Auray und Hennebon marschierte es nach Cambrai, wo es im Juni eintraf. Von hier aus verlegte es im Januar 1774 nach Lille. Das 4. Bataillon ging nach Lorient und wurde am 25. September nach Martinique eingeschifft. Die anderen Bataillone verteilten sich auf Calais, Rocroi und Givet. Am 25. März 1776 wurde das Regiment geteilt, das 2. und das (inzwischen zurückgekehrte) 4. Bataillon bildeten das Régiment d’Auxerrois.
- 1777: Garnison wurde in Port-Louis (Morbihan) und Lorient bezogen, das 1. Bataillon wurde im Februar 1778 auf die Belle-Île-en-Mer verlegt, das 2. Bataillon folgte im August nach. Im Oktober zurück auf dem Festland, wurde das Regiment in Poitiers und Saint-Jean-d’Angély untergebracht. Es erfolgte die Verlegung nach Paimbœuf und Lorient im Juli 1779. In Lorient wurde es im Juni 1780 wieder zusammengeführt, nach Cambrai im November des gleichen Jahres geschickt, dann im Oktober 1781 nach Belfort und in die Festung Hüningen verlegt, nach Besançon im Oktober 1782, nach Monaco und Antibes im Juni 1788, im oberen Elsass bis August 1790 stationiert, dann nach Montluel und Nîmes abgeordnet. Am 14. Januar 1791 traf es in Toulon ein, wo es bis zum Kriegsausbruch verblieb.

### Kriege der Revolution und des Ersten Kaiserreichs
- 1792 verlegte das 2. Bataillon nach Monaco, während das 1. Bataillon zur Armee von Général d’Anselme kommandiert wurde. Das 1. Bataillon zeichnete sich am 19. November im Gefecht bei Sospello aus und konnte am 9. Dezember eine Revolte der Einwohner von Nizza unterdrücken.
- 1793: Zu Beginn des Jahres war das 2. Bataillon in Toulon stationiert und war auch noch in dieser Stadt, als sie sich den Engländern und den Spaniern öffnete. Der Teil des Bataillons, der zum Zeitpunkt des Verrats nicht aus Toulon hatte entkommen können, war von den Royalisten gezwungen worden, an der Verteidigung der Stadt teilzunehmen, während der Rest des Bataillons bei den Belagerern stand. Nach dem Ende der Belagerung wurden die beiden Bataillone zur Armée des Alpes versetzt.
- 22. Oktober 1794: Im Zuge der Premier amalgame wurde das Regiment aufgelöst und die Bataillone zur Aufstellung der neuen Demi-brigades verwendet. Das 1. Bataillon wurde in die „21e demi-brigade de bataille de bataille“, das 2. Bataillon in die „22e demi-brigade de bataille de bataille“ eingegliedert
- 1803: Die bisherige „11e demi-brigade d’infanterie“ wurde in „11e régiment d’infanterie de ligne“ umbenannt.
- 1805: Schlacht bei Ulm und Gefecht bei Graz
- 1806 bis 1808: bei der „Armée de Dalmatie“
- 1809: Schlacht bei Sacile, Schlacht bei Wagram und Schlacht bei Znaim
- 1813: Belagerung von Tortosa
- 1813: Belagerung von Wittenberg, Schlacht bei Dresden, Völkerschlacht bei Leipzig und Schlacht bei Hanau
- 1. März 1814: Chambrey, Schlacht bei Saint-Julien-en-Genevois, Verteidigung von Belfort
- 18. Juni 1815: Schlacht bei Waterloo

Verluste
Colonel Aubrée: verwundet in der Schlacht bei Waterloo und an seiner Verwundung am 26. Juni 1815 verstorben
Offiziere gefallen: 30
Offiziere an ihren Verwundungen verstorben: 8
Offiziere verwundet: 88

### 1815 bis 1848
- 1823 bis 1825: Französische Invasion in Spanien

Gefecht bei Campillo de Arenas
- 1830: Mit Anordnung vom 18. September wurde ein 4. Bataillon aufgestellt und damit der Personalbestand auf 3000 Mann gebracht.[9]
- Zwischen 1835 und 1839: Teilnahme an der Eroberung von Algerien. Das Regiment konnte sich 1837 bei der Belagerung von Constantine auszeichnen.

### Zweites Kaiserreich
- 1855 bis 1856: Beteiligung am Krimkrieg
- 1859: Sardinischer Krieg
- Deutsch-Französischer Krieg

Am 1. August 1870 gehörte das Regiment zur Armée du Rhin (Rheinarmee). Zusammen mit dem 4e bataillon de chasseurs und dem 46e régiment d’infanterie bildete das Regiment die 1. Infanteriebrigade unter Général Grenier. Zusammen mit der 2. Infanteriebrigade, zwei Artilleriebatterien zu je vier Geschützen, einer Batterie Mitrailleuses und einer Pionierkompanie wurde die 1. Infanteriedivision unter dem Général de division Goze aufgestellt. Diese Division gehörte zum 5. Armeekorps, kommandiert von Général de division Pierre Louis Charles de Failly.
Das Regiment kämpfte:
- in der Schlacht bei Beaumont
- in der Schlacht bei Sedan
- bei der Verteidigung der Zitadelle von Bitsch

Am 16. August 1870 verließ das 4. Bataillon, das aus Nachersatz bestand, das Depot, um das 5. Marschregiment zu bilden.

### Dritte Republik
Am 24. November 1870 kämpften die 8. Kompanien des 2. und 3. Bataillons des Regiments, die in das 29. Marschregiment eingeteilt waren, in den Gefechten bei Ladon, Boiscommun, Neuville-aux-Bois und Maizières im Département Loiret.
Zwischen 1880 und 1886 war das Regiment in Algerien und Tunesien stationiert.

### Erster Weltkrieg

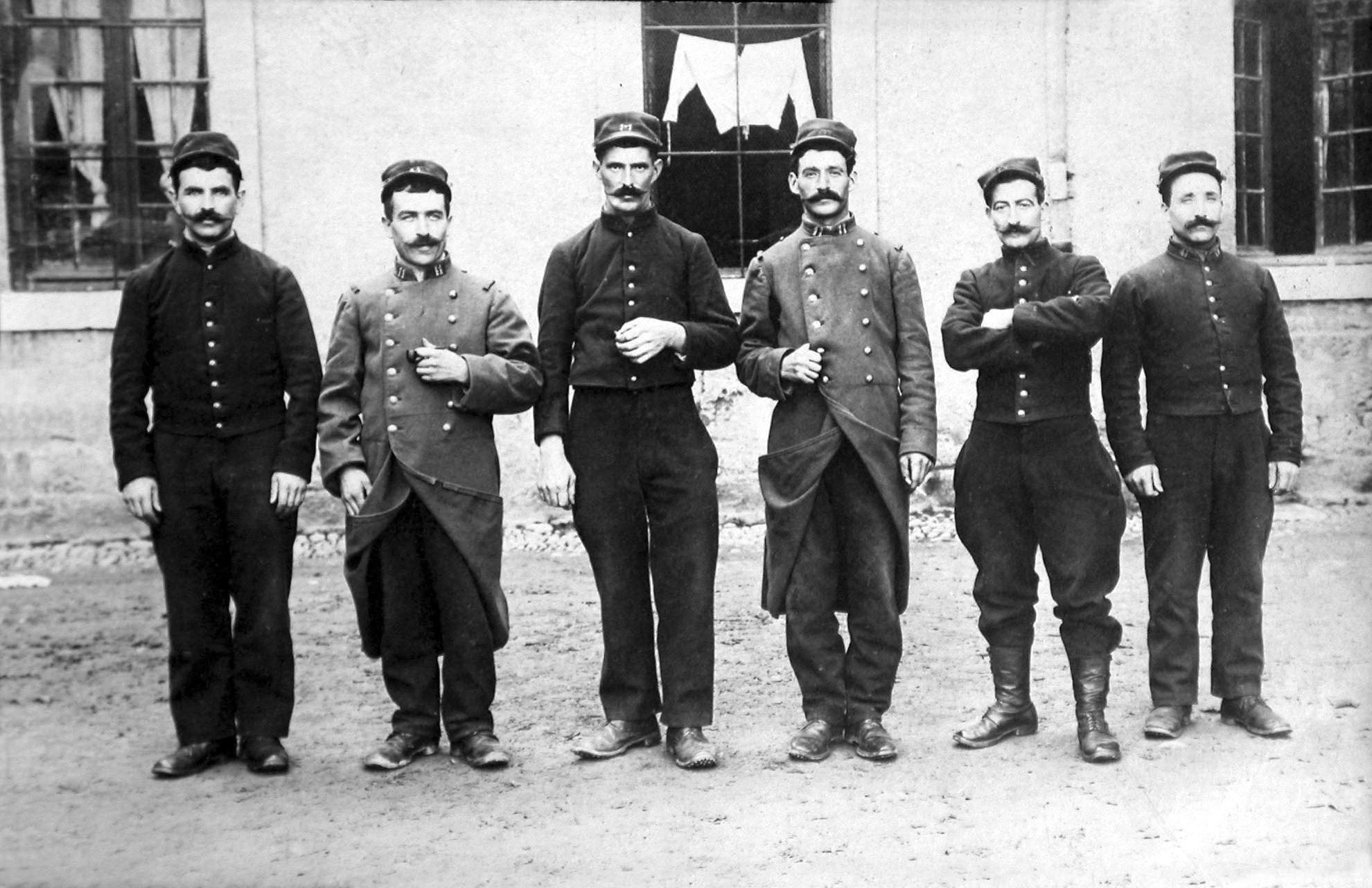
Soldaten des 11^{e} RI vor 1910

- Bei der Mobilmachung 1914 war das Regiment in Montauban und Castelsarrazin stationiert. Während des ganzen Krieges gehörte es zur 33. Infanteriedivision.
- 1914:

Teilnahme an den Grenzschlachten. Rückzug auf dem linken Flügel über Bertrix, den Wald von Luchy und über die Maas.
5. bis 13. September: Erste Schlacht an der Marne
Stellungskämpfe in der Champagne bei Hurlus (Marne)
- 1915:

Stellungskämpfe in der Champagne bei Perthes-lès-Hurlus
Stellungskämpfe im Artois bei Vimy
- 1916:

Stellungskämpfe im Artois bei Blangy
Stellungskämpfe in der Champagne bei Massiges (Ferme de Beauséjour)
Schlacht um Verdun: Kämpfe auf Froideterre
- 1917:

Stellungskämpfe bei Moronvilliers und Le Této
- 1918:

Angriffskämpfe bei Verdun (Les Chambrettes)
Zweite Schlacht an der Marne
Angriffskämpfe an der Ailette
Schlacht bei St. Quentin

## Zwischenkriegszeit
Von 1923 bis 1939 nicht aktiv.

### Zweiter Weltkrieg
Das 11e RI wurde am 9. September 1939 unter dem Kommando von Lieutenant-colonel Pamponneau durch das Centre Mobilisateur d’infanterie, réserve A RI type NE (CMI 171), in Toulouse wieder aufgestellt und der 35. Infanteriedivision zugeteilt. Am 16. Juni 1940 ging das Kommando an Commandant Nicolaï über. Die Zuteilung erfolgte am 13. September, und am 17. September traf die Einheit an der Front ein. Vom 1. bis zum 31. Oktober 1939 lag es in einer Unterstützungsposition hinter der Maginot-Linie bei Rohrbach. Vom 1. November bis zum 13. November 1939 lag es im Sektor von Bitche, vom 1. Februar bis 14. April 1940 im Sektor von Wissembourg. Vom 24. Mai bis 10. Juni stand das Regiment in Abwehrkämpfen am Canal des Ardennes im Wald von Sy, am 11. Juni folgten Rückzugskämpfe bei Sainte-Menehould, am 15. Juni ein Gefecht bei Triaucourt, am 16. Juni Kämpfe bei Rosnes, Villotte, Gimecourt und Beaufremont.
Am 21. Juni 1940 geriet das Regiment im Wald von Feys bei Germiny in deutsche Kriegsgefangenschaft und hörte damit auf zu bestehen.

## Auszeichnungen
Das Fahnenband ist mit dem Croix de guerre 1914–1918 mit drei Palmenzweigen für dreimalige lobende Erwähnung im Armeebericht und einem vergoldeten Stern für eine lobende Erwähnung im Armeekorpsbericht dekoriert.  Außerdem wurde dem Regiment die Goldmedaille der Stadt Mailand verliehen. 
Die Angehörigen des Regiments haben das Recht (bei einer evtl. Wiederaufstellung), die Fourragère in den Farben des Croix de guerre 1914–1918 zu tragen.

## Bekannte Angehörige
- Éloi-Charlemagne Taupin